# Nom de lieu pour animal
Pour un article plus général, voir Animal.
Cet article présente, par ordre alphabétique, les noms communs et expressions désignant des lieux associés à des animaux vivants, liés à l'habitat ou à une activité. Ces lieux peuvent être naturels ou bien construits par l'animal ou par l'homme. 

| Lieu                    | Exemples d'animaux associés au lieu              |  |
| ----------------------- | ------------------------------------------------ |  |
| aire                    | aigle                                            |  |
| aire de répartition     | tout animal                                      |  |
| étable                  | vache                                            |  |
| aire d'hivernage        | animal                                           |  |
| allée cavalière         | cheval                                           |  |
| alpage                  | bovin, ovin, caprin                              |  |
| animalerie              | animal                                           |  |
| antre                   | animal sauvage, fauve, lion, loup, ours, renard  |  |
| aquarium                | poisson                                          |  |
| arène                   | taureau                                          |  |
| asinerie                | âne                                              |  |
| basse-cour              | petit animal domestique, volaille                |  |
| bassin d'élevage        | crustacé, poisson                                |  |
| bauge                   | cochon, sanglier                                 |  |
| bergerie                | mouton                                           |  |
| bétaillère              | bétail                                           |  |
| bouverie                | bœuf                                             |  |
| bouvril                 | bœuf                                             |  |
| box                     | cheval                                           |  |
| cage                    | animal sauvage, écureuil, lapin, oiseau          |  |
| centre équestre         | cheval                                           |  |
| champ de courses        | cheval                                           |  |
| chemin muletier         | mulet                                            |  |
| chatterie               | chat                                             |  |
| chenil                  | chien                                            |  |
| chèvrerie               | chèvre                                           |  |
| chiquero                | taureau                                          |  |
| circuit équestre        | cheval                                           |  |
| clapier                 | lapin                                            |  |
| clinique vétérinaire    | animal                                           |  |
| colombier               | pigeon                                           |  |
| corral                  | bœuf, taureau                                    |  |
| corridor biologique     | tout animal                                      |  |
| coulée                  | gibier                                           |  |
| couvoir                 | poule                                            |  |
| crapauduc               | crapaud, grenouille                              |  |
| cynodrome               | lévrier                                          |  |
| delphinarium            | dauphin, orque                                   |  |
| draille (Cévennes)      | vache, mouton, chèvre                            |  |
| écloserie               | crevette, homard, huître                         |  |
| écoduc                  | tout animal                                      |  |
| écurie                  | âne, cheval, mulet                               |  |
| épinette                | volaille                                         |  |
| escargotière            | escargot                                         |  |
| estive                  | bétail                                           |  |
| étable                  | bétail                                           |  |
| fauconnerie             | faucon                                           |  |
| ferme aquacole          | crustacé, poisson                                |  |
| ferme d'élevage         | animaux d’élevage                                |  |
| forme                   | lièvre, renard                                   |  |
| fosse aux ours          | ours                                             |  |
| fourmilière             | fourmi                                           |  |
| fourrière               | animal errant                                    |  |
| frayère                 | amphibien, crustacé, mollusque, poisson          |  |
| fuie                    | pigeon                                           |  |
| garenne                 | gibier, lapin                                    |  |
| gîte                    | gibier, mouton                                   |  |
| guêpier                 | guêpe                                            |  |
| box                     | cheval                                           |  |
| herbage                 | bétail                                           |  |
| hippodrome              | cheval                                           |  |
| insectarium             | insecte                                          |  |
| jardin d'acclimatation  | animal exotique ou rare                          |  |
| jardin zoologique       | animal exotique ou rare                          |  |
| jas ou jasse (Provence) | mouton                                           |  |
| jasserie (Auvergne)     | vache                                            |  |
| kraal                   | bétail                                           |  |
| lapinière               | lapin                                            |  |
| loge]                   | cochon                                           |  |
| lombriduc               | ver de terre                                     |  |
| magnanerie              | ver à soie                                       |  |
| manège                  | cheval                                           |  |
| ménagerie               | animal exotique ou rare                          |  |
| moulière                | moule                                            |  |
| mue                     | lapin, poule, volaille                           |  |
| niche                   | chien                                            |  |
| nichoir                 | oiseau                                           |  |
| nid                     | écureuil, fourmi, guêpe, oiseau, souris, termite |  |
| oceanarium              | mammifère marin                                  |  |
| ouache (Canada)         | castor, ours                                     |  |
| oisellerie              | oiseau                                           |  |
| paddock                 | cheval                                           |  |
| panier                  | crustacé                                         |  |
| parc à huîtres          | huître                                           |  |
| parc à moules           | moule                                            |  |
| parc animalier          | animal                                           |  |
| parc ornithologique     | oiseau                                           |  |
| parc ostréicole         | huître                                           |  |
| parc zoologique         | animal exotique ou rare                          |  |
| passe à poissons        | alose, anguille, saumon, truite                  |  |
| pâtis                   | bétail                                           |  |
| pâturage                | bétail                                           |  |
| pâture                  | bétail                                           |  |
| pigeonnier              | pigeon                                           |  |
| piste chamelière        | chameau                                          |  |
| piste cavalière         | cheval                                           |  |
| poney-club              | poney                                            |  |
| porcherie               | porc                                             |  |
| poulailler              | poule                                            |  |
| poussinière             | poussin                                          |  |
| prairie                 | bétail                                           |  |
| pré                     | bétail, cheval                                   |  |
| ranch                   | bétail                                           |  |
| ravage                  | cerf, orignal                                    |  |
| refuge animalier        | animal domestique                                |  |
| refuge                  | gibier                                           |  |
| repaire                 | animal sauvage                                   |  |
| réserve ornithologique  | oiseau                                           |  |
| réserve zoologique      | animal exotique ou rare                          |  |
| ressui                  | fauve                                            |  |
| retraite                | animal sauvage                                   |  |
| Rookerie                | Oiseaux et mammifères marins                     |  |
| ruche                   | abeille                                          |  |
| rucher                  | abeille                                          |  |
| serre à papillons       | papillon                                         |  |
| site de nidification    | oiseau                                           |  |
| soue                    | cochon                                           |  |
| souille                 | sanglier                                         |  |
| stalle                  | cheval                                           |  |
| tanière                 | animal sauvage, fauve, lion, loup, ours, renard  |  |
| taupinière              | taupe                                            |  |
| termitière              | termite                                          |  |
| terrarium               | araignée, batracien, reptile                     |  |
| terrier                 | lapin, lièvre, renard, blaireau, taupe           |  |
| territoire              | animal                                           |  |
| toril                   | taureau                                          |  |
| vacherie                | vache                                            |  |
| vivarium                | insecte, reptile                                 |  |
| vivier                  | crustacé, poisson                                |  |
| volière                 | oiseau                                           |  |
| zoo                     | animal exotique ou rare                          |  |

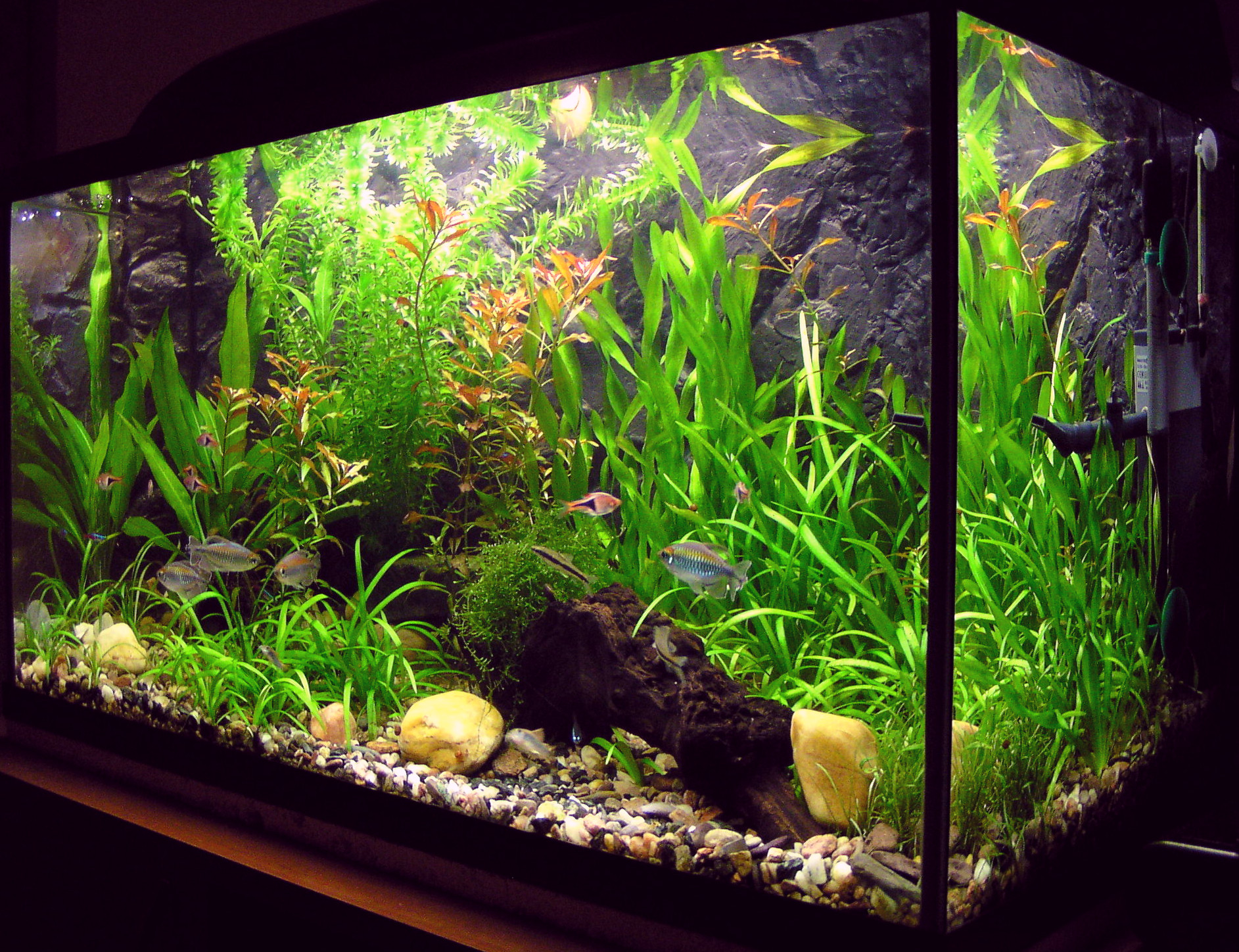
Aquarium
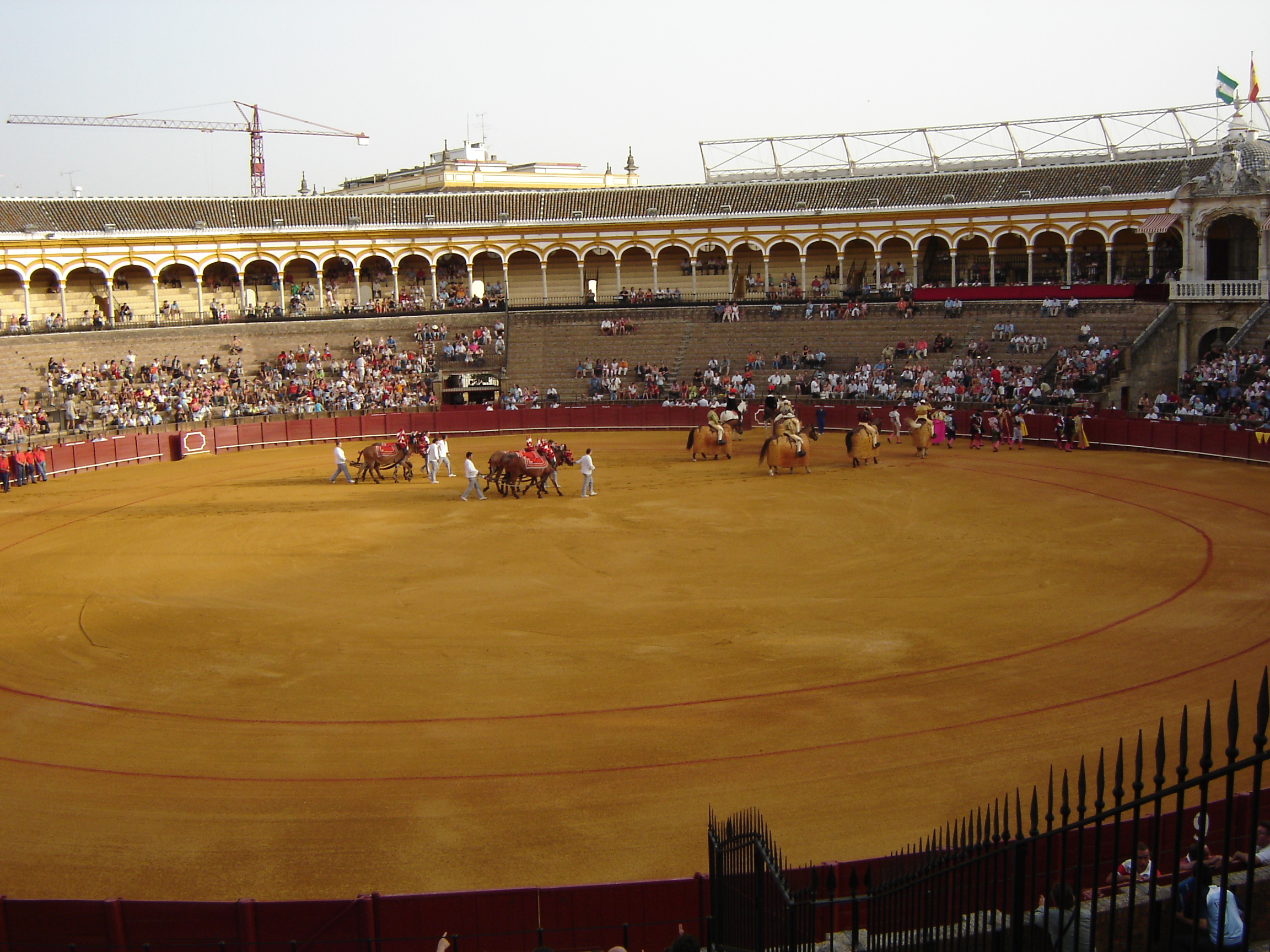
Arène
Bassins d'élevage de crevettes
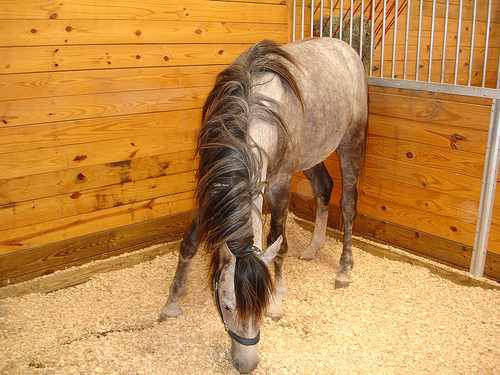
Box
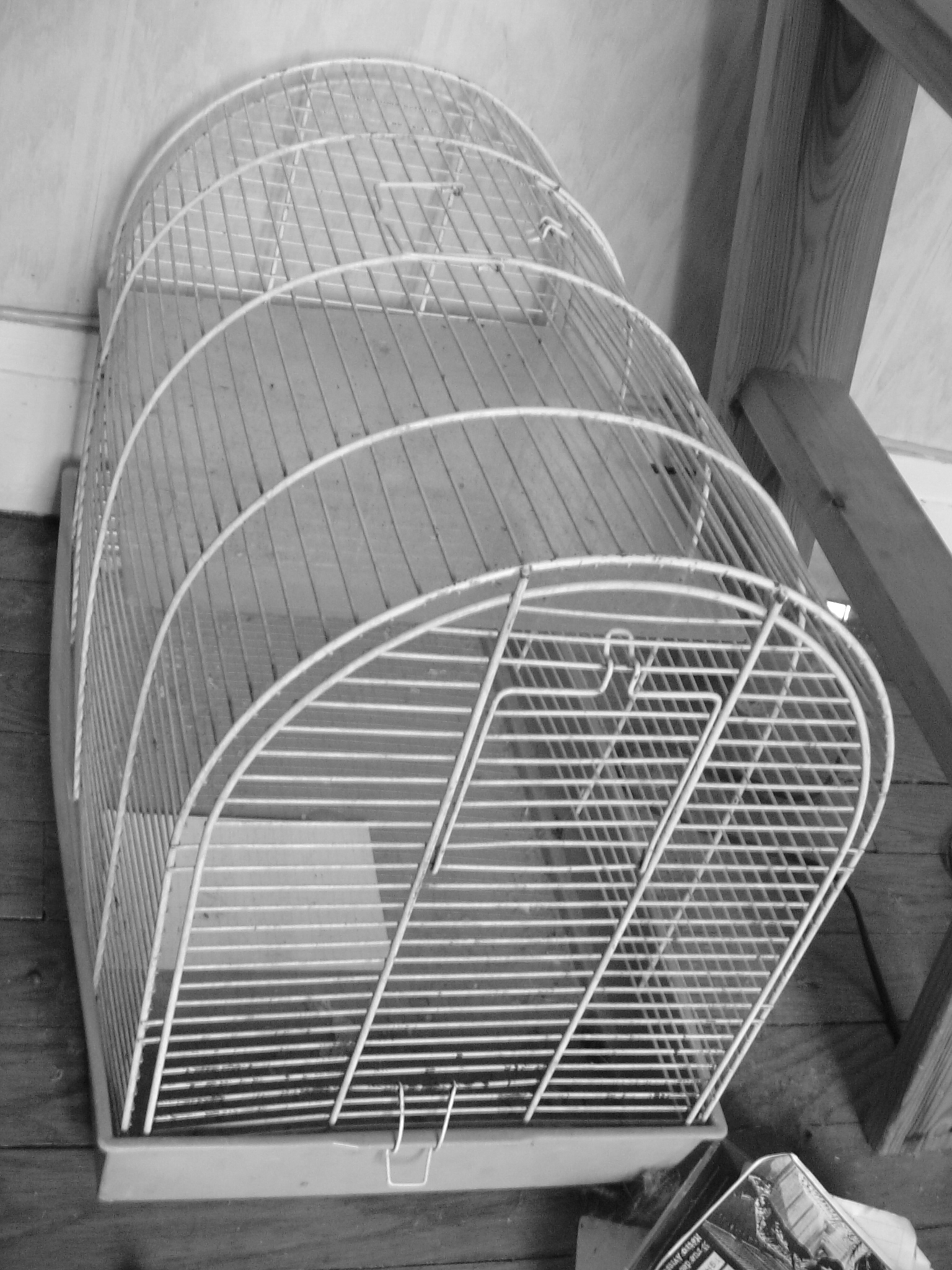
Cage
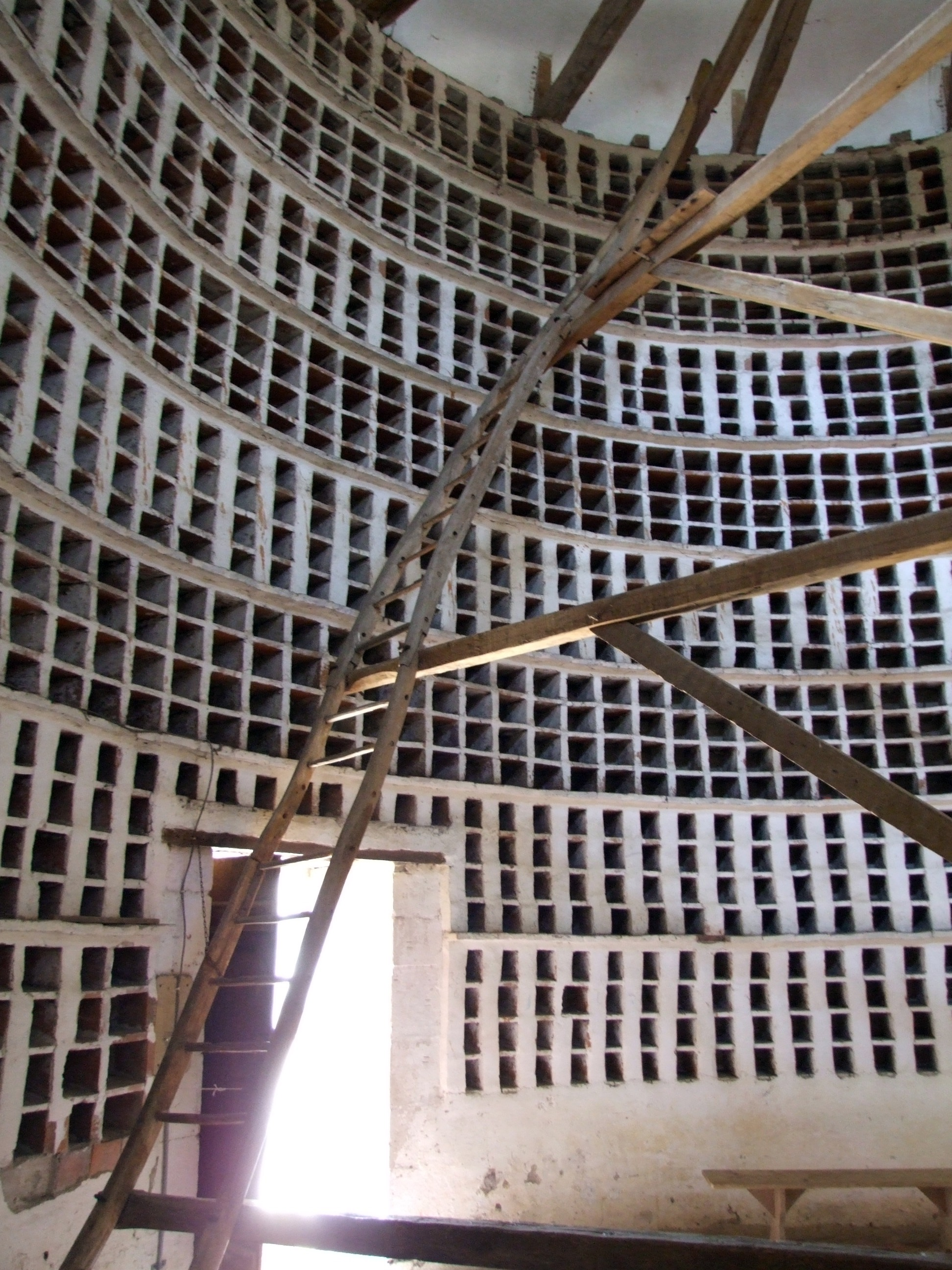
Colombier
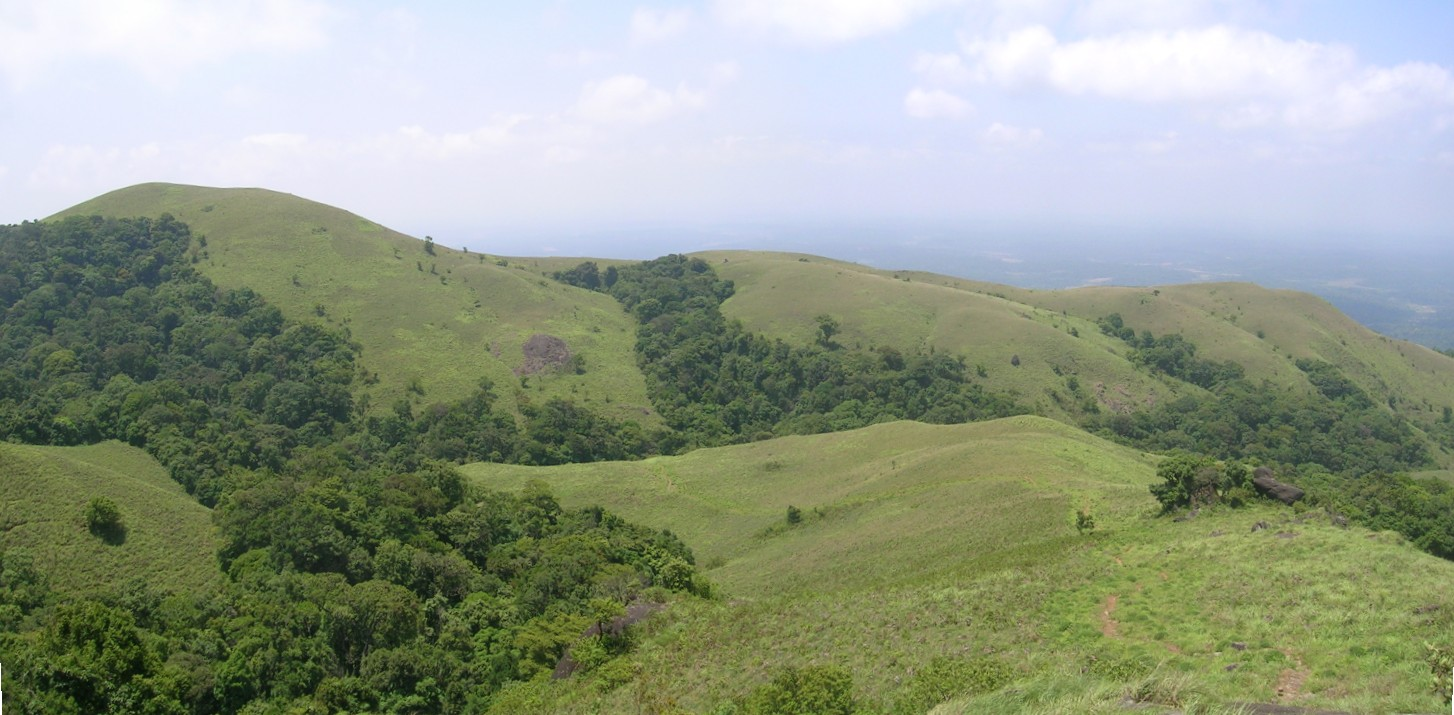
Corridor biologique boisé
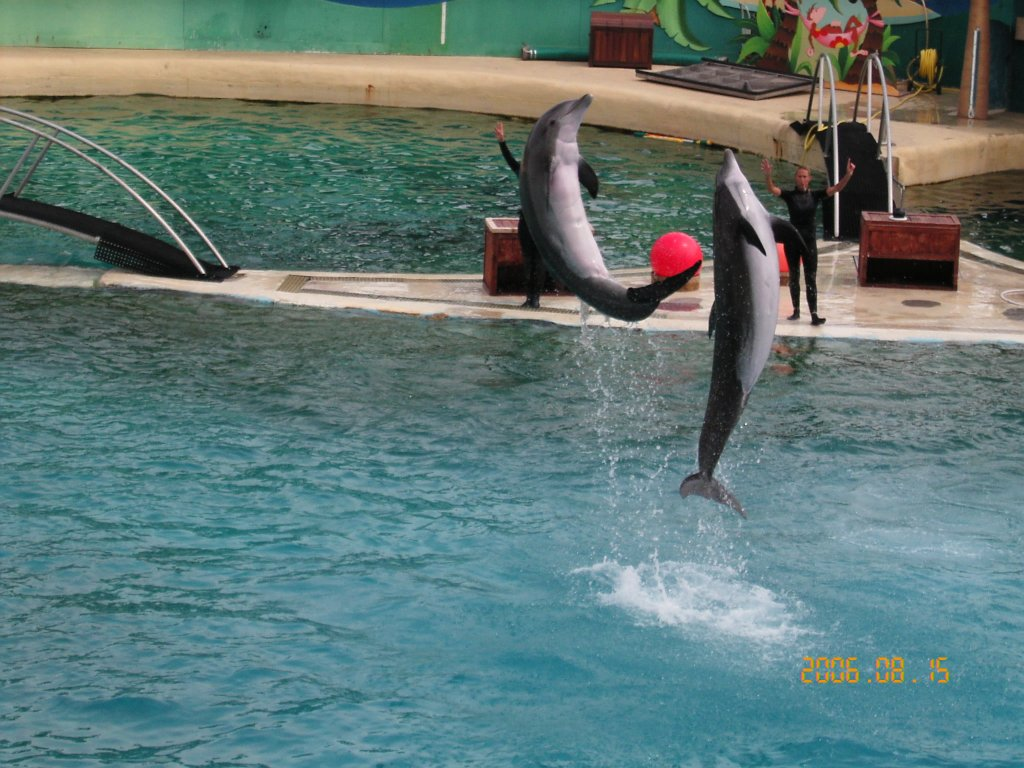
Delphinarium
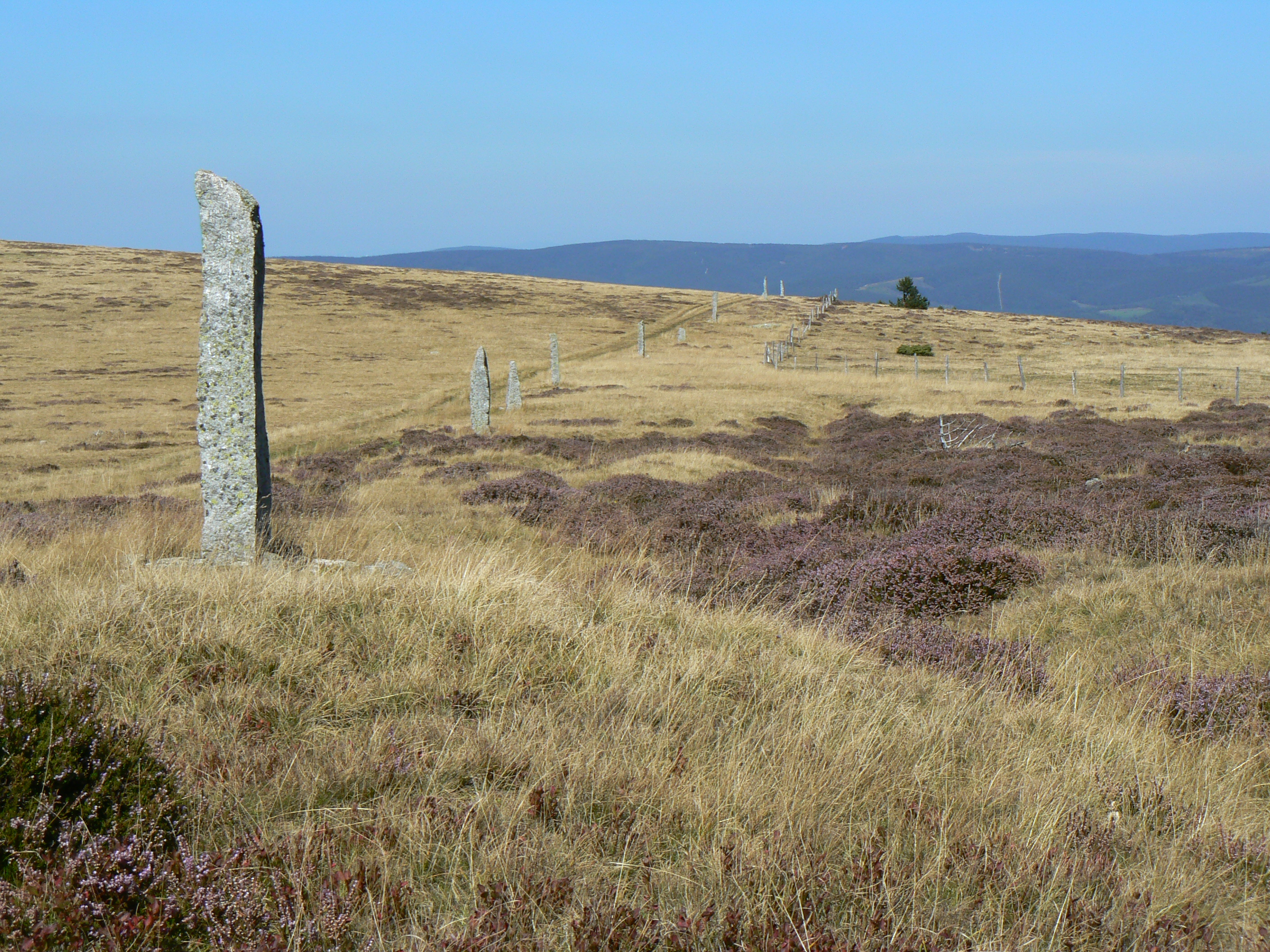
Draille
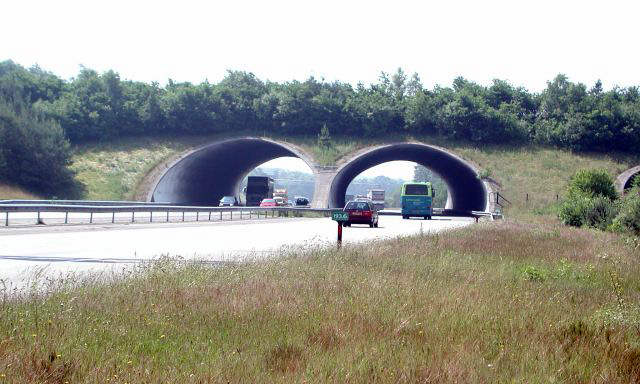
Écoduc
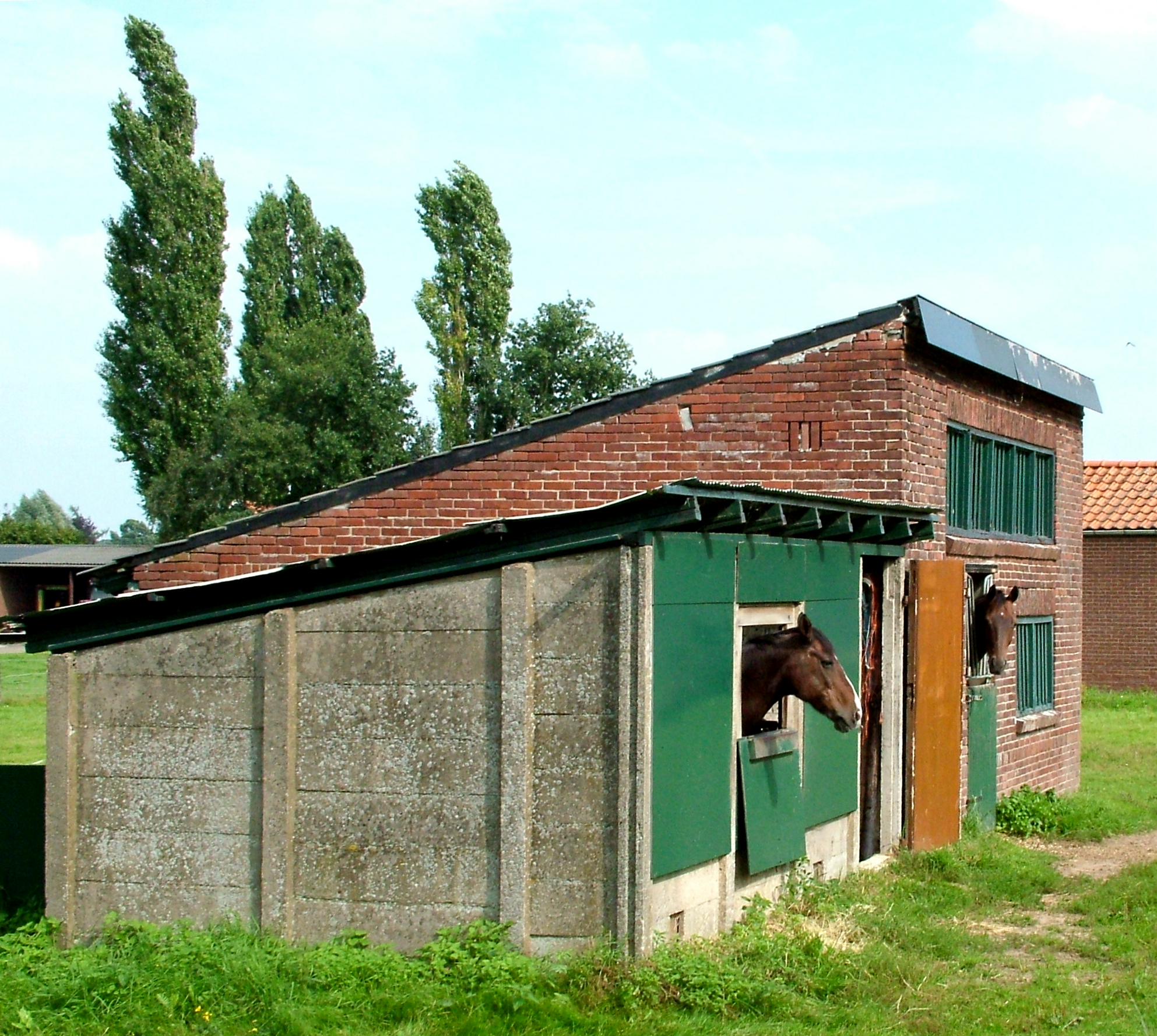
Écurie
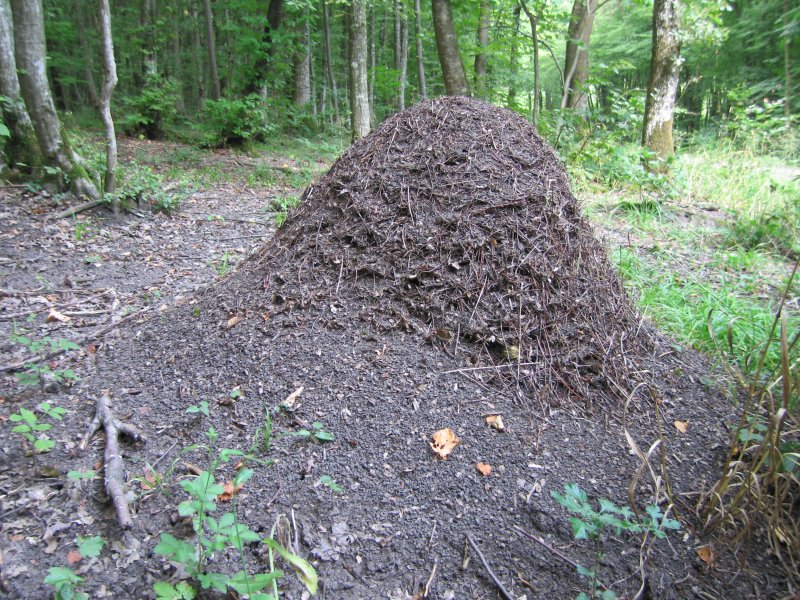
Fourmilière
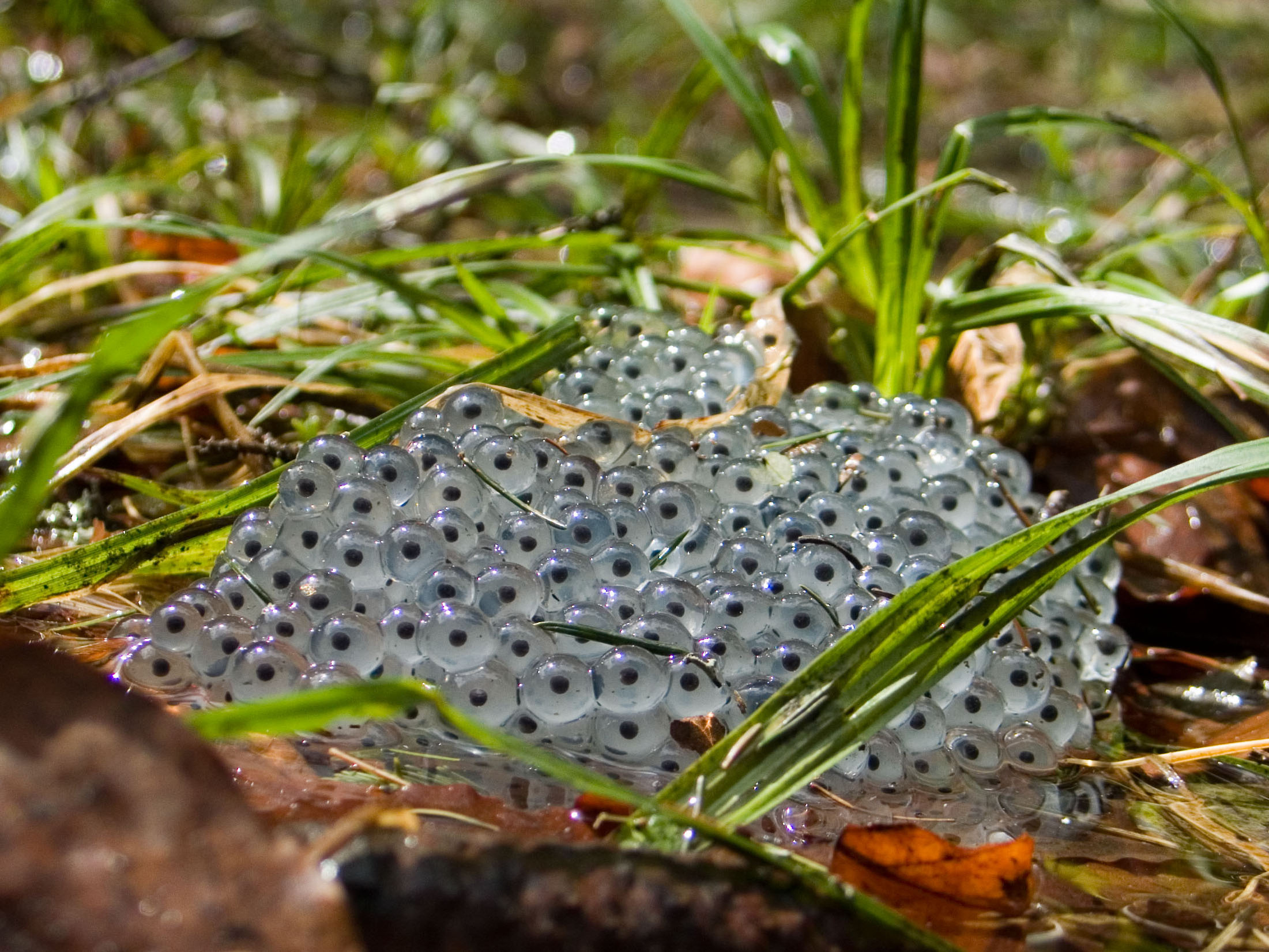
Frayère d'amphibiens
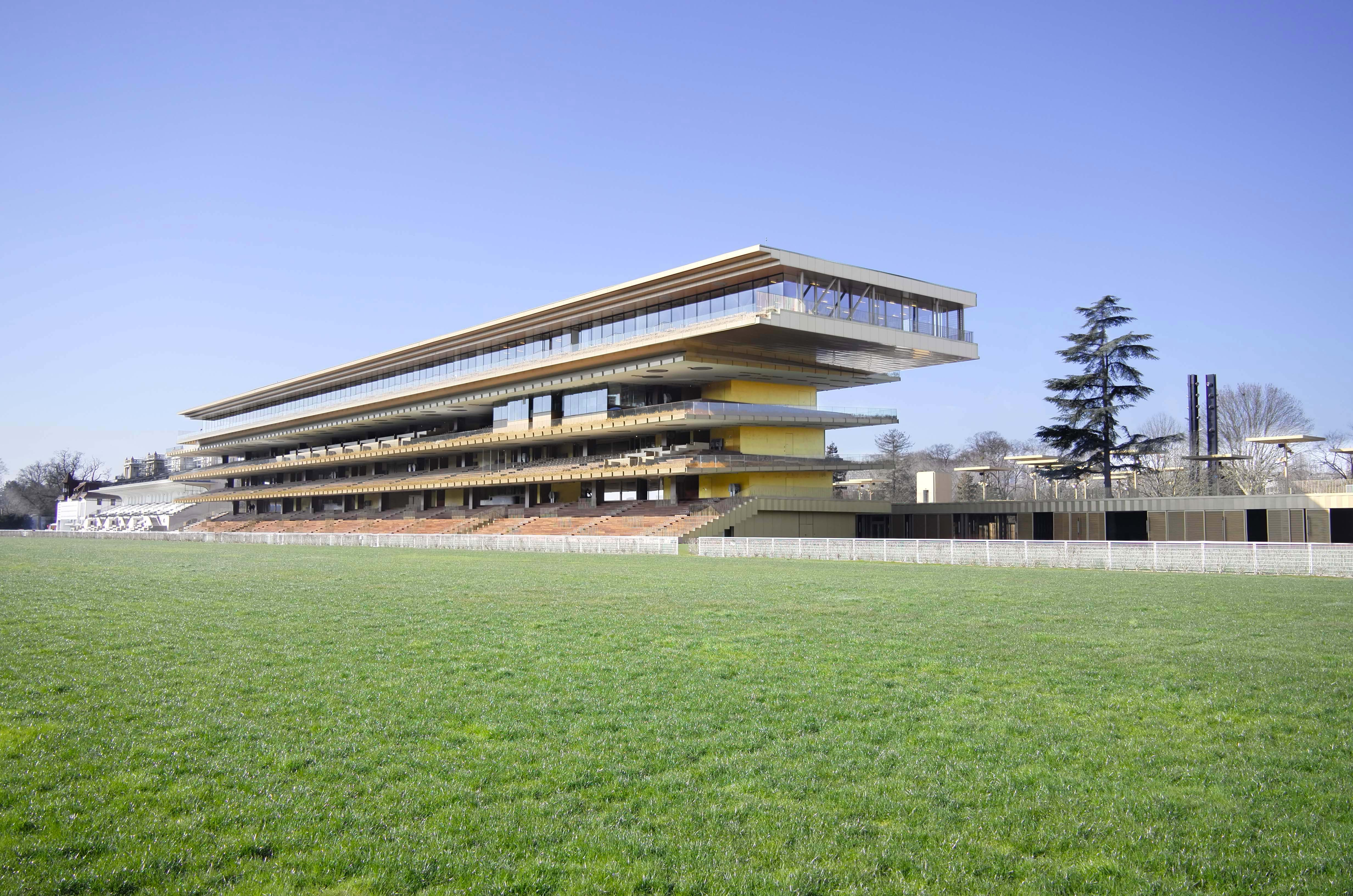
Hippodrome
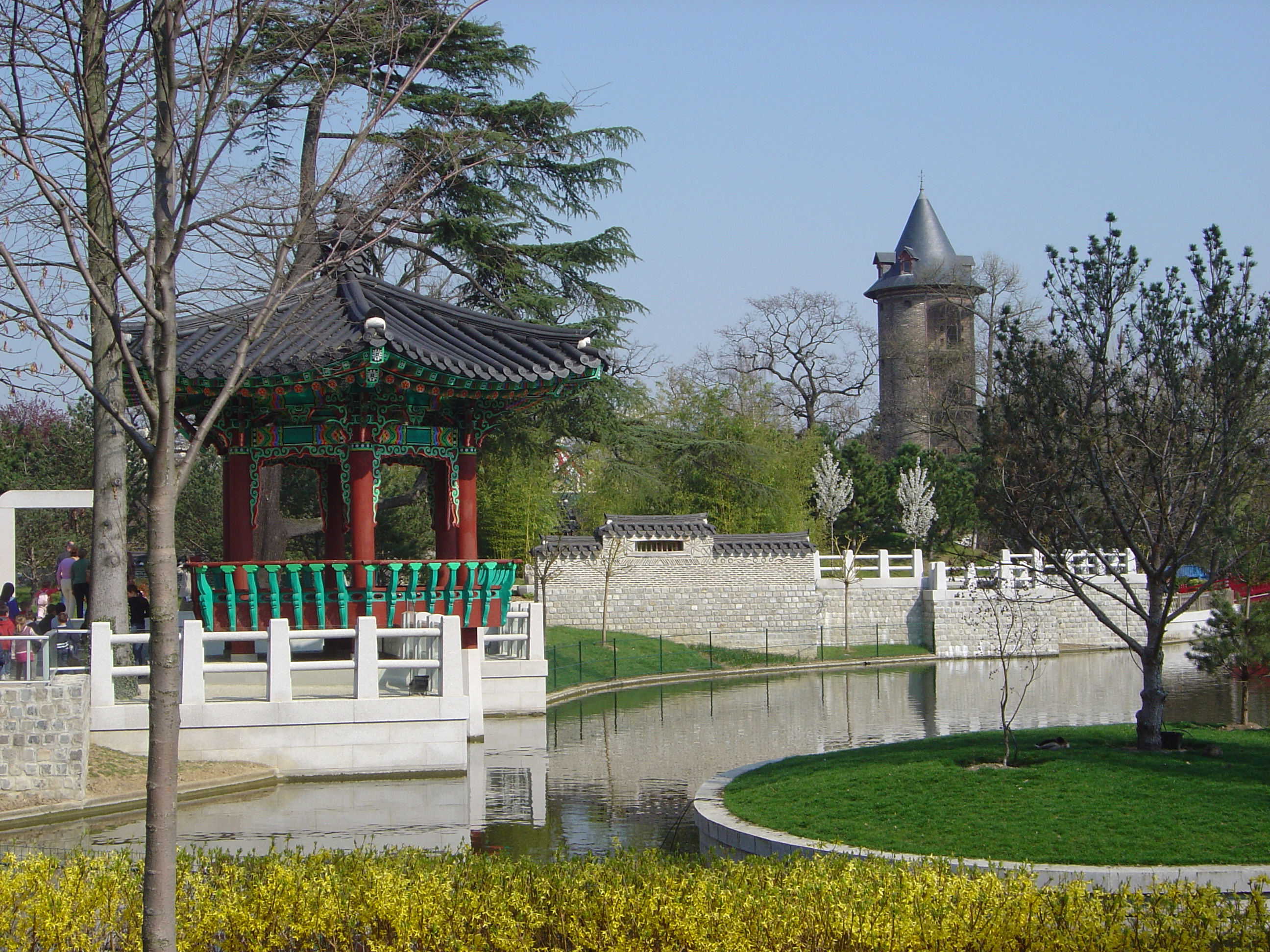
Jardin d'acclimatation
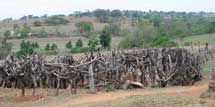
Kraal
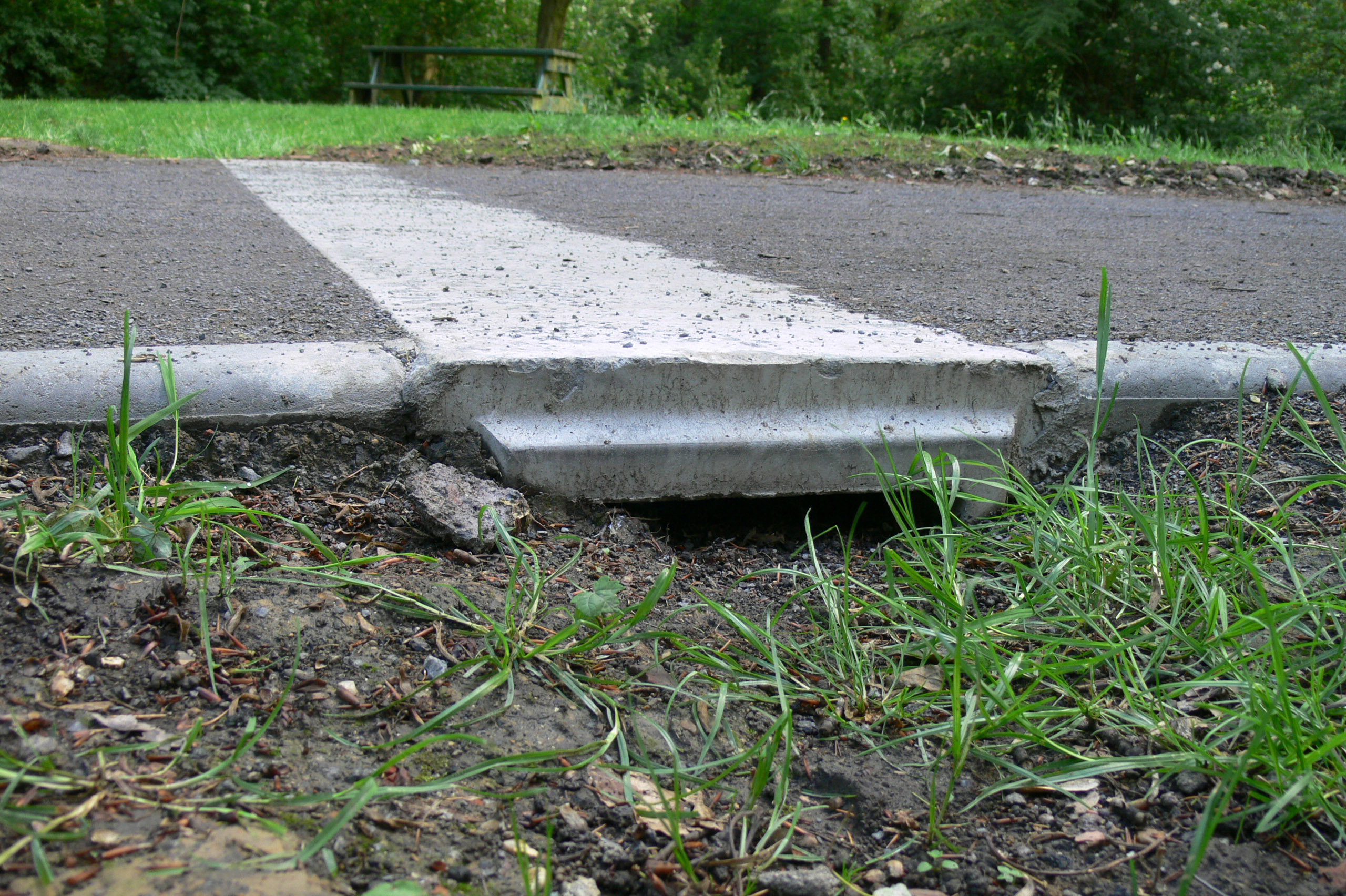
Lombriduc
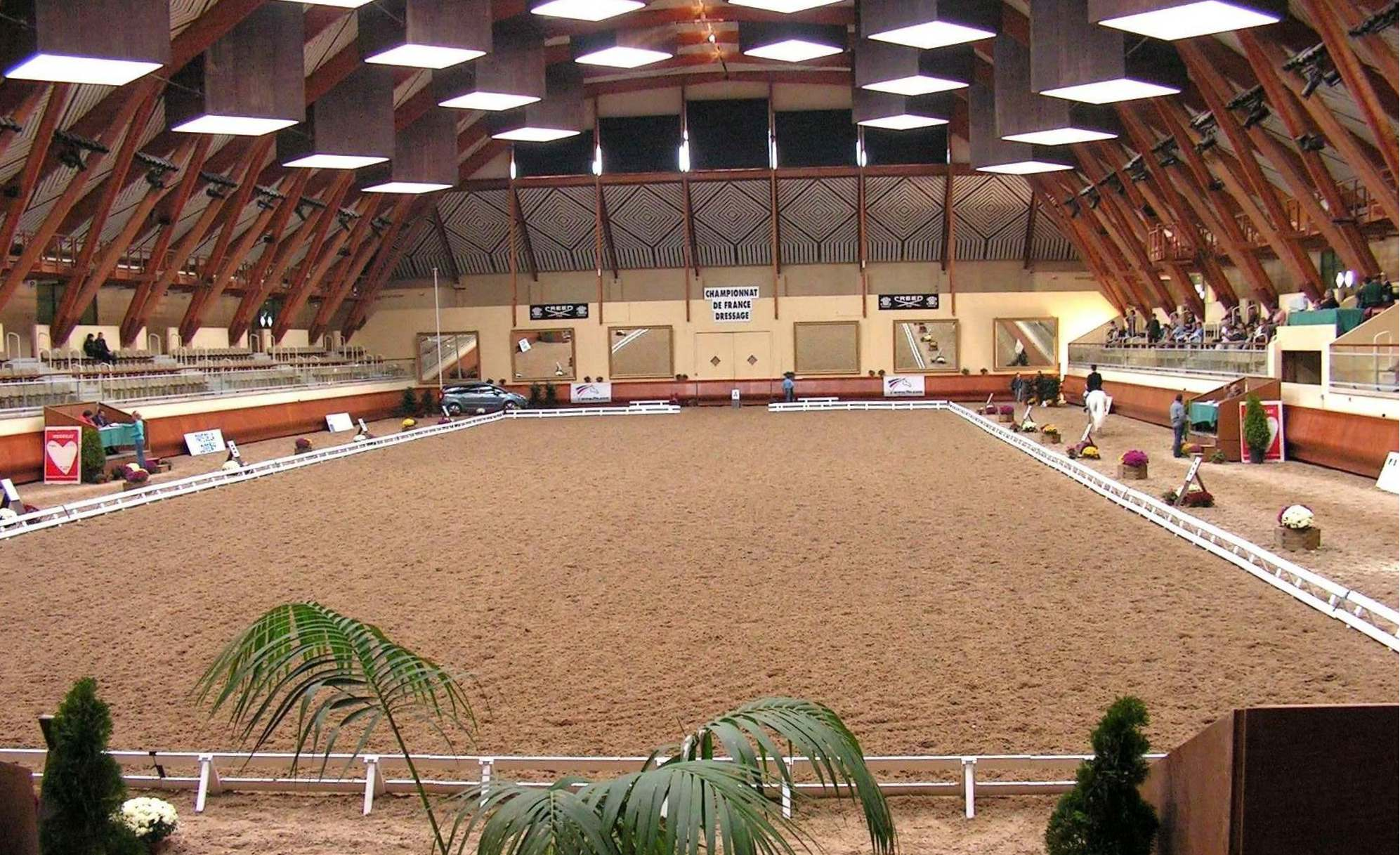
Manège
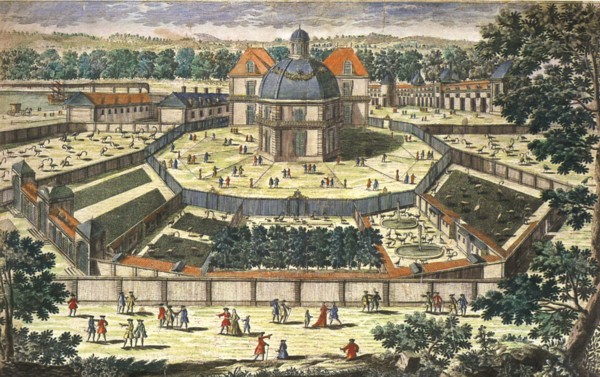
Ménagerie
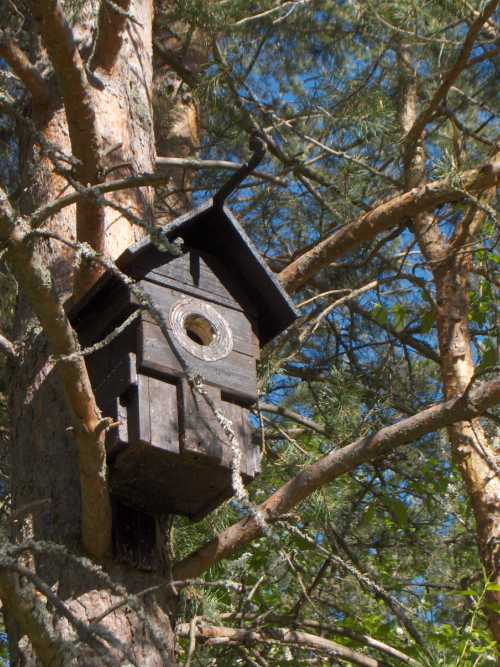
Nichoir
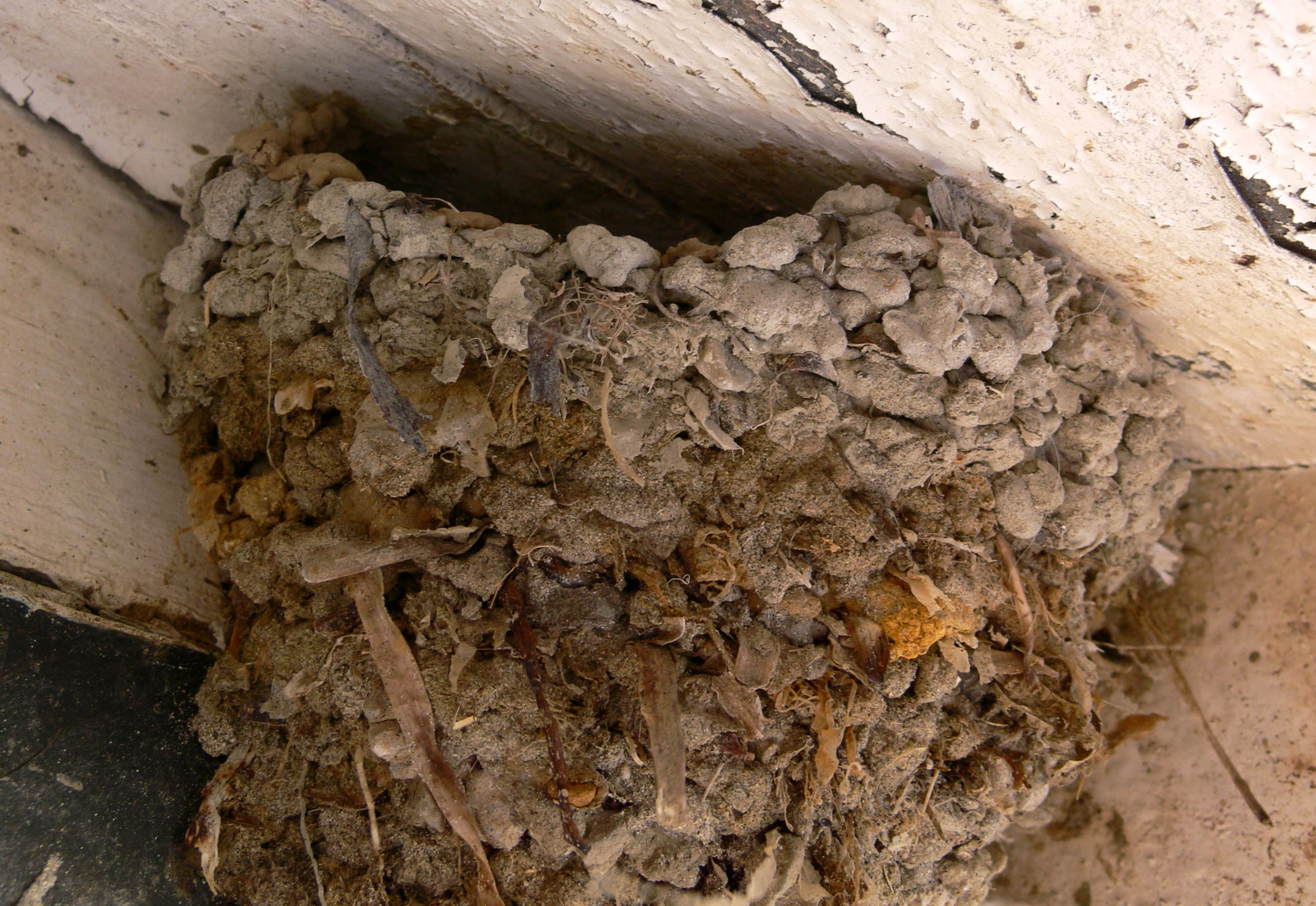
Nid d'hirondelle de fenêtre
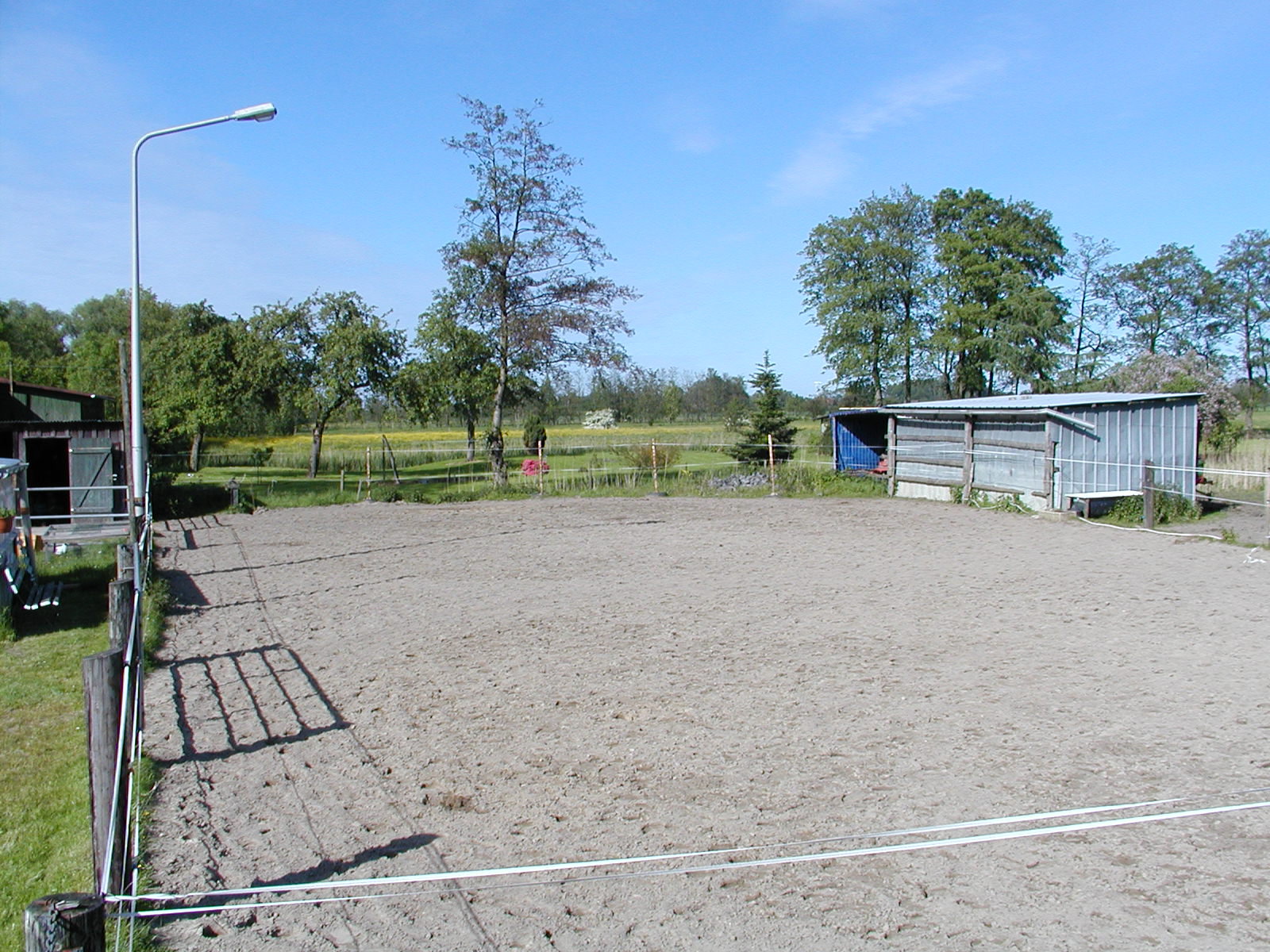
Paddock
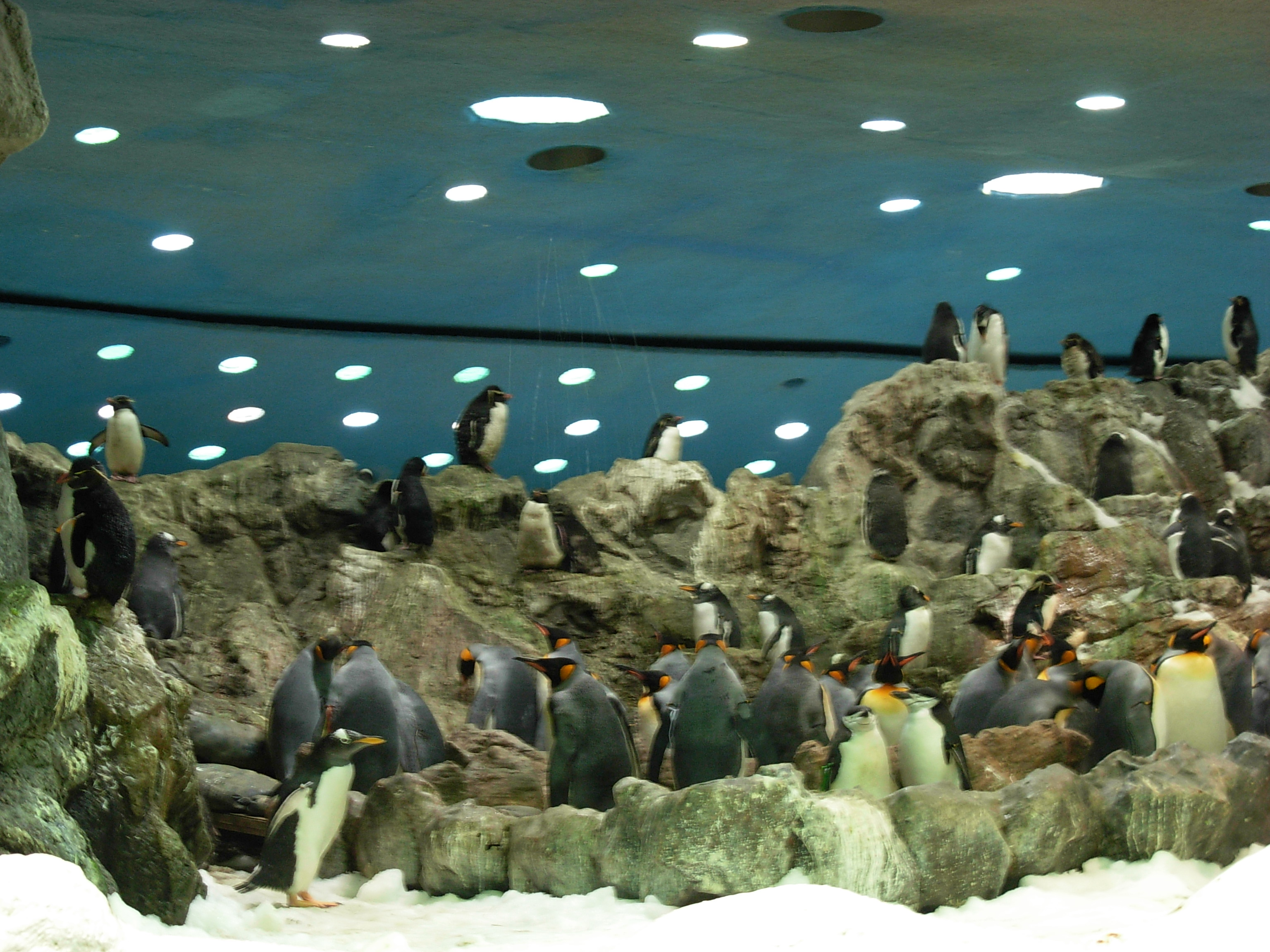
Parc ornithologique
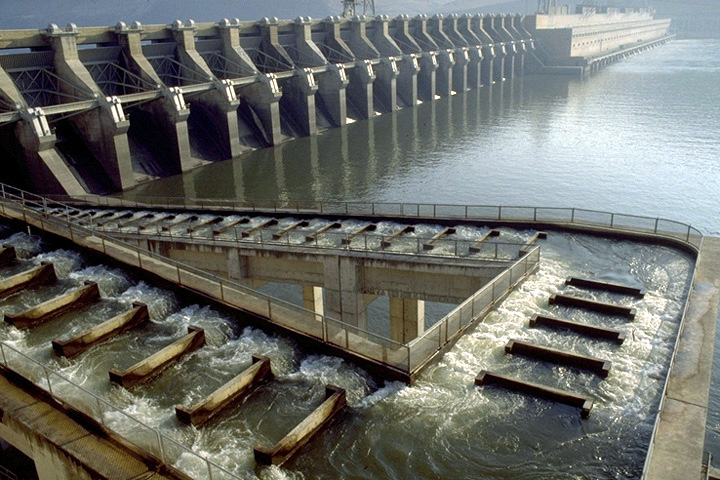
Passe à poissons
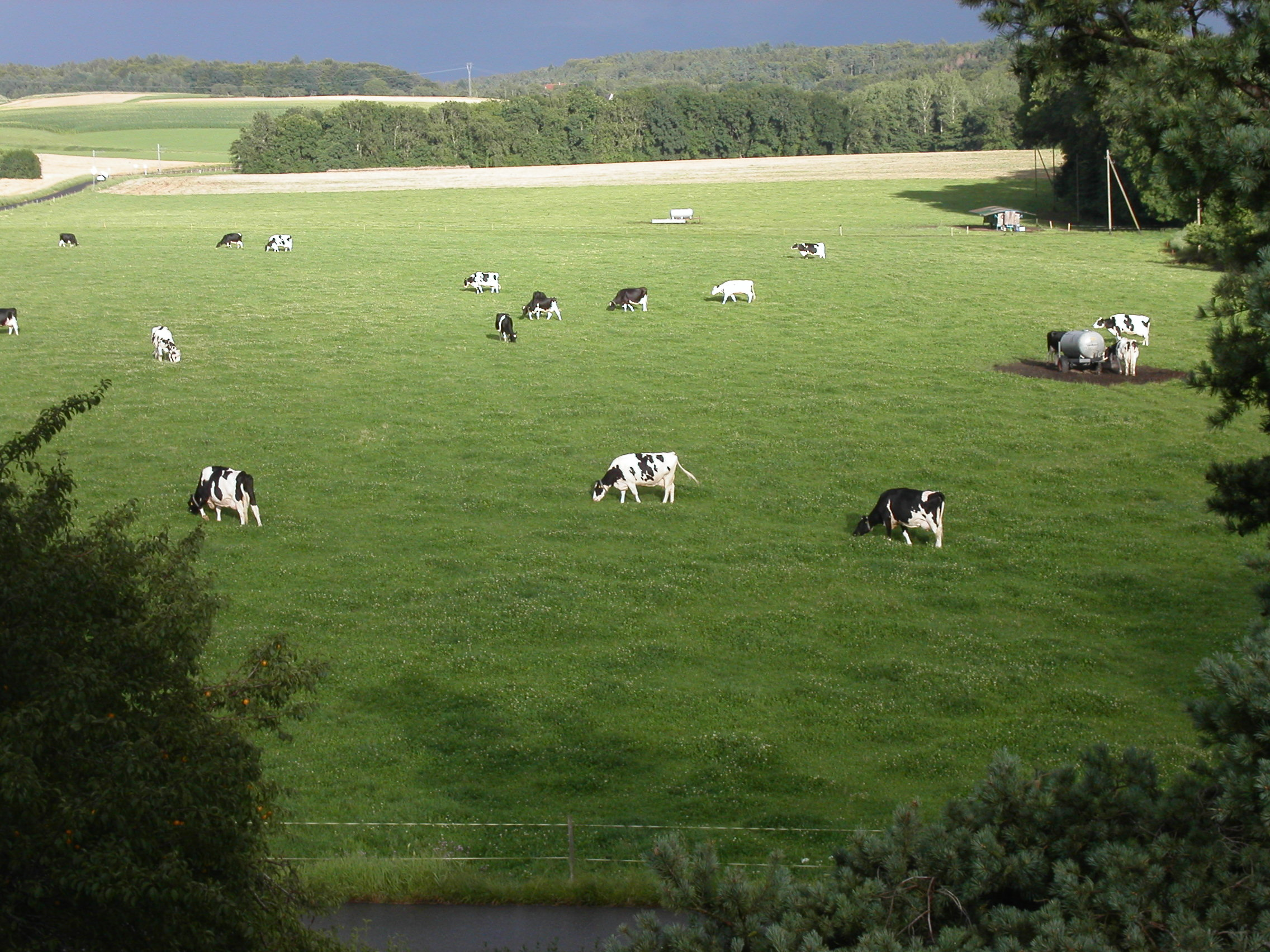
Pâture
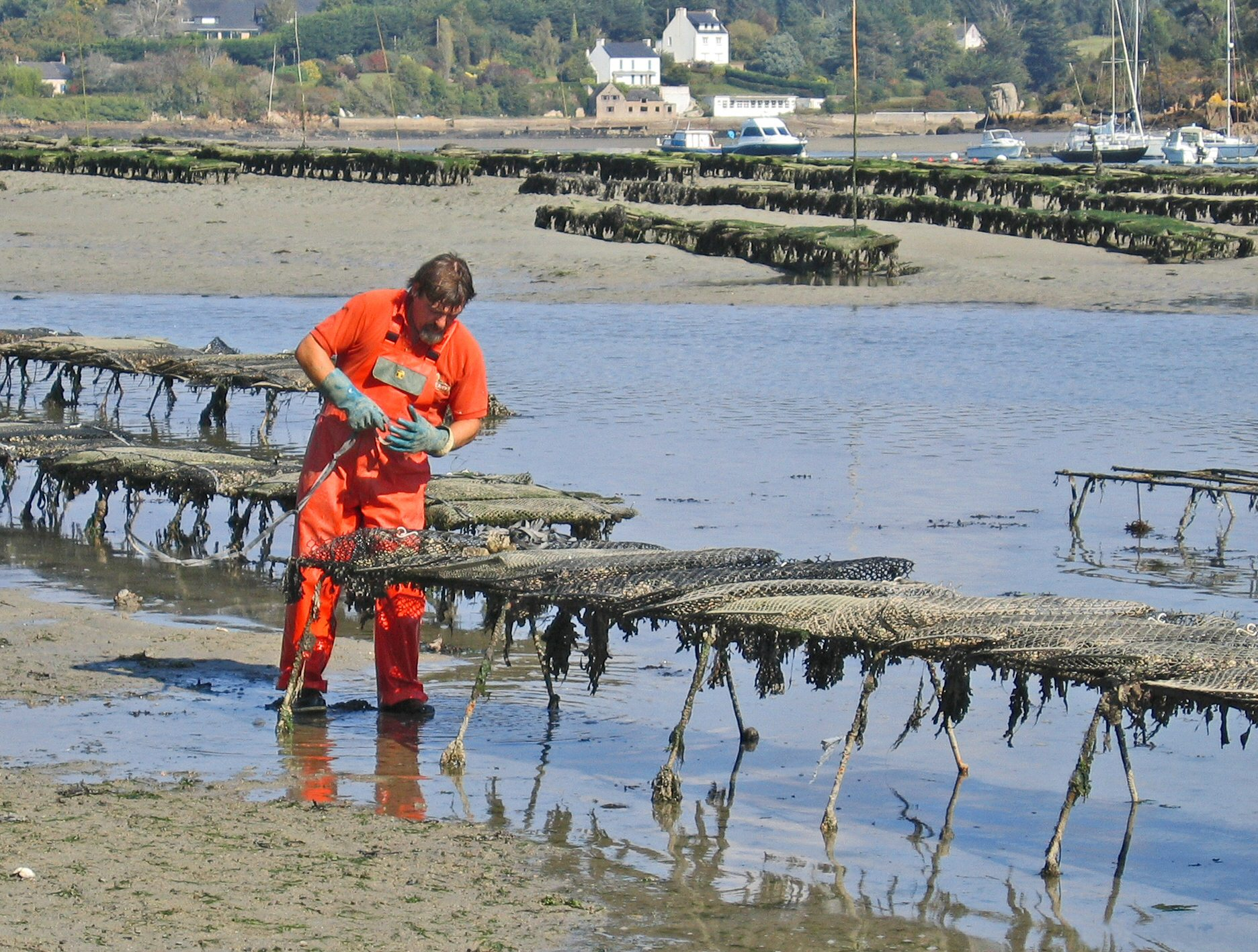
Parc à huîtres
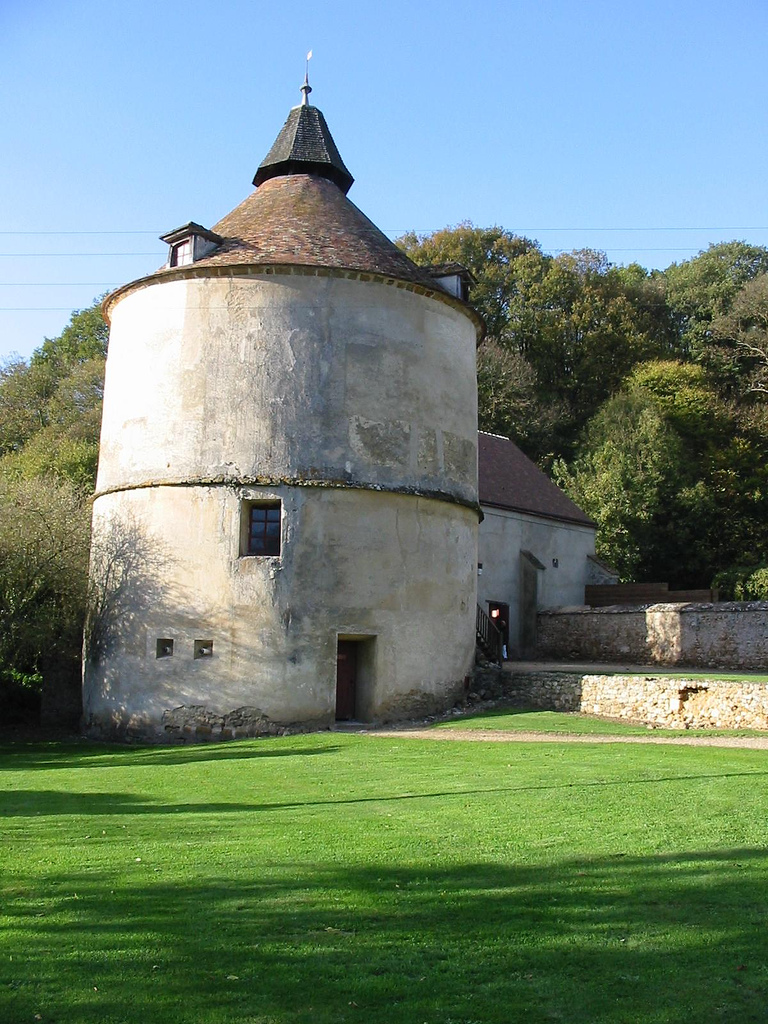
Pigeonnier
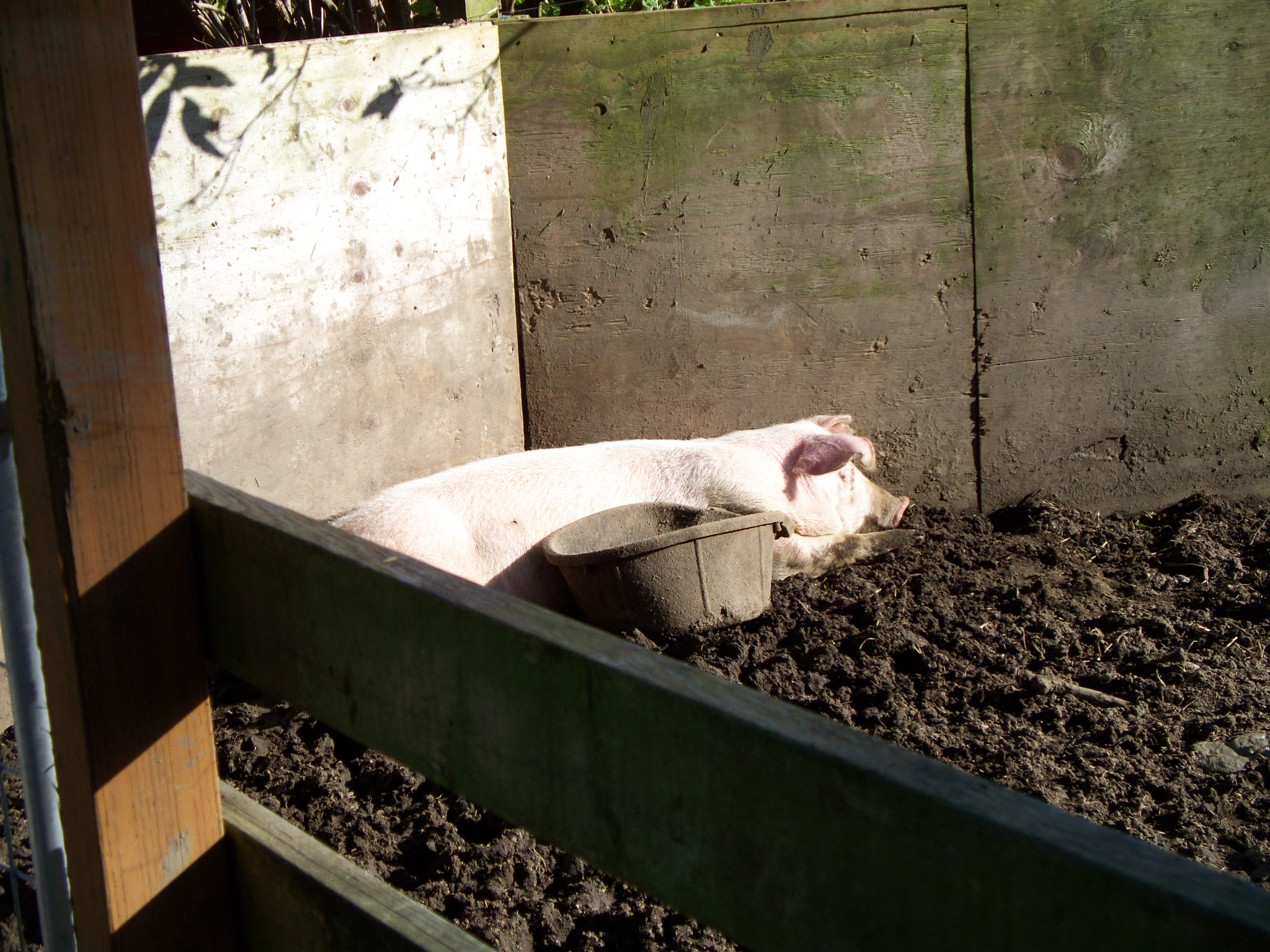
Porcherie
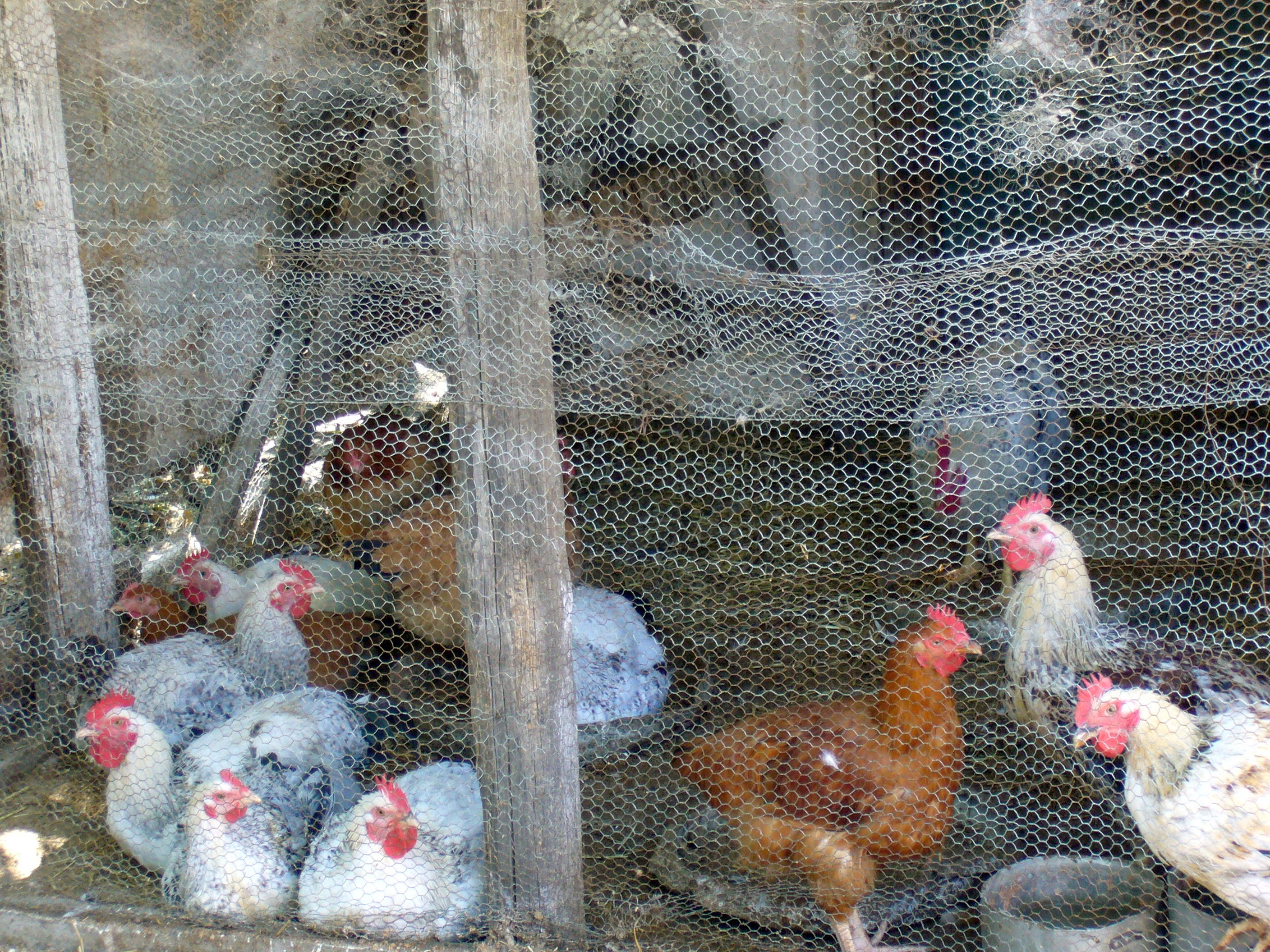
Poulailler
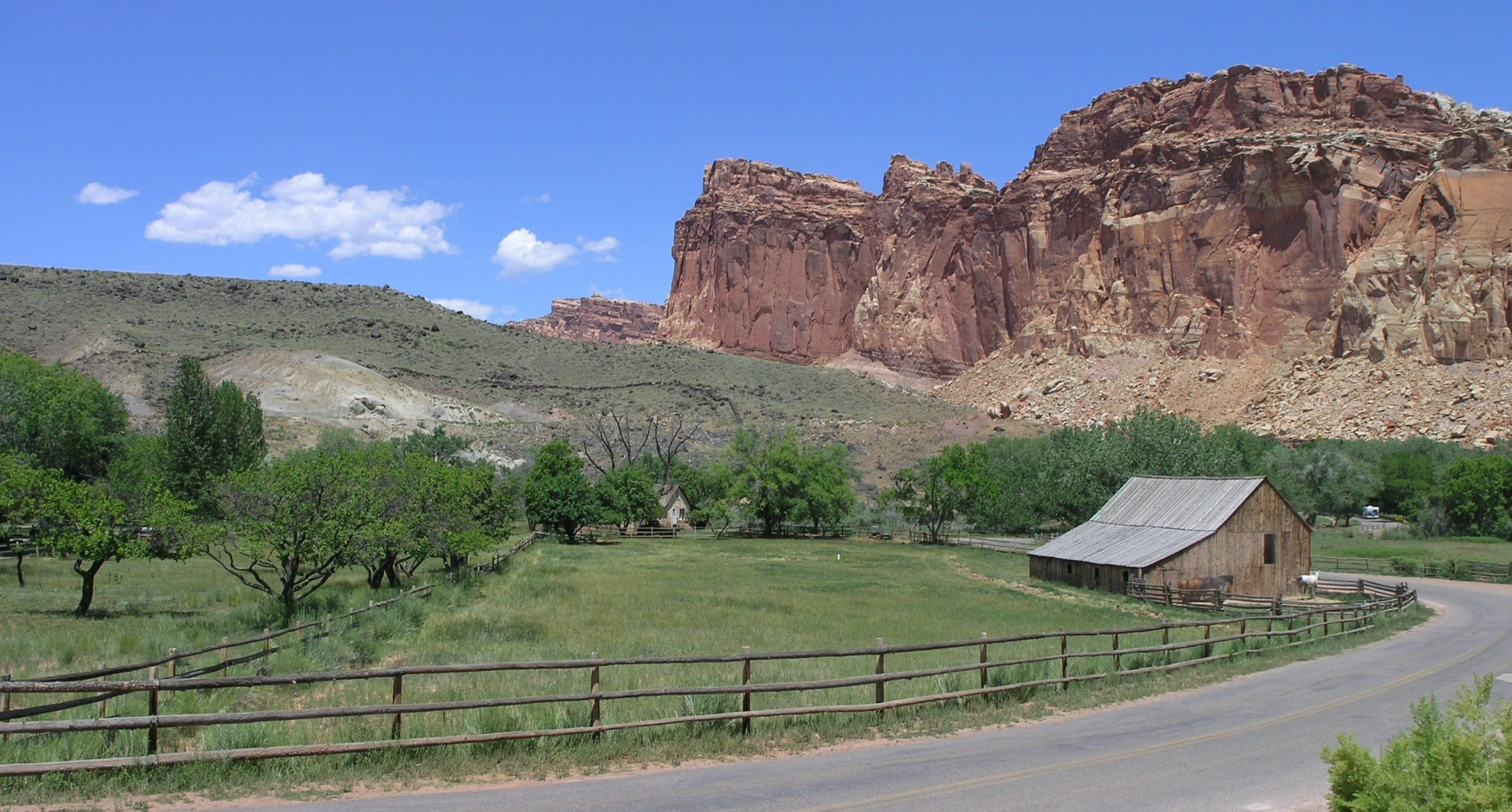
Ranch
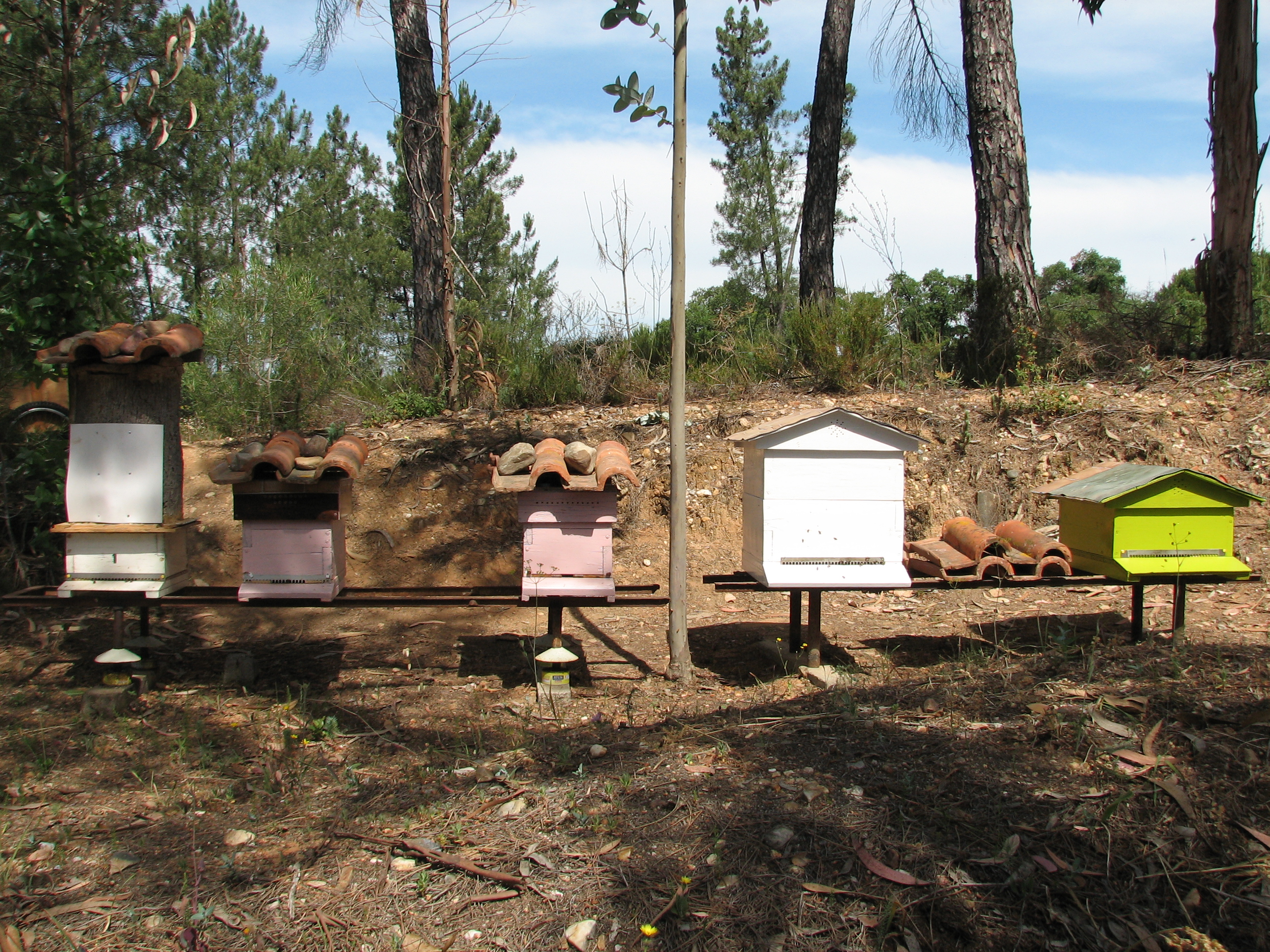
Ruches
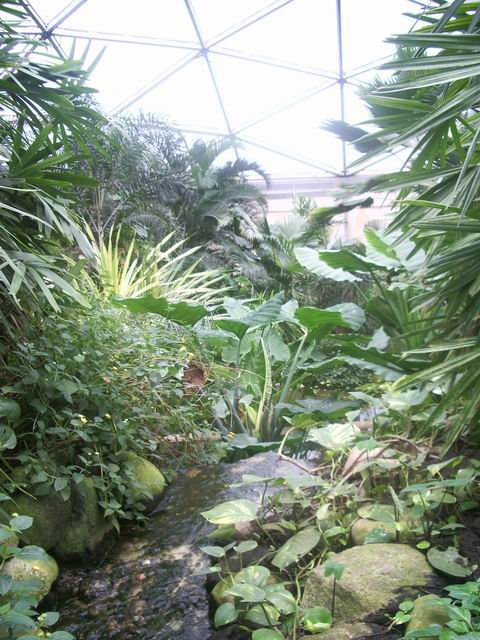
Serre à papillons
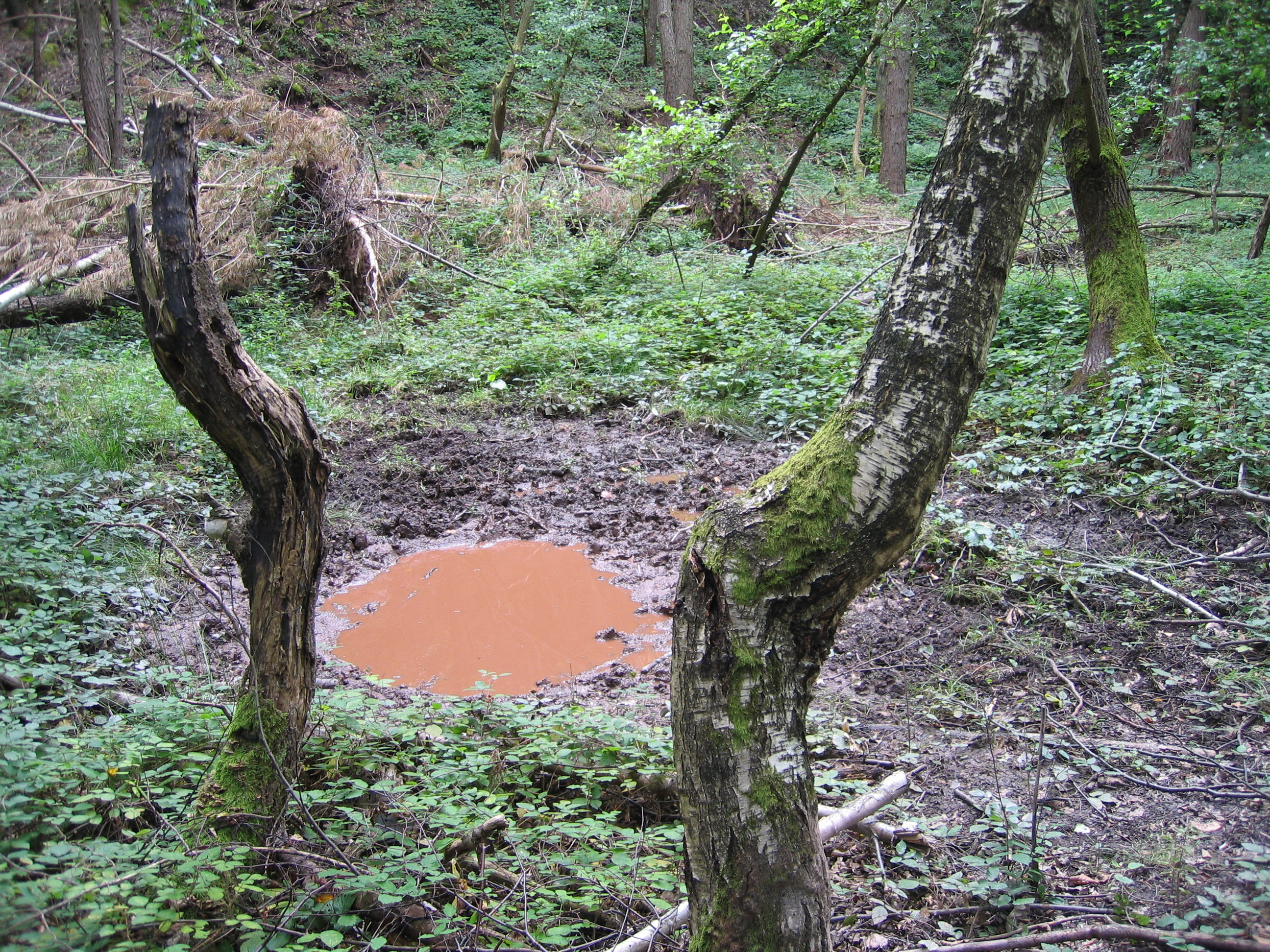
Souille de sanglier
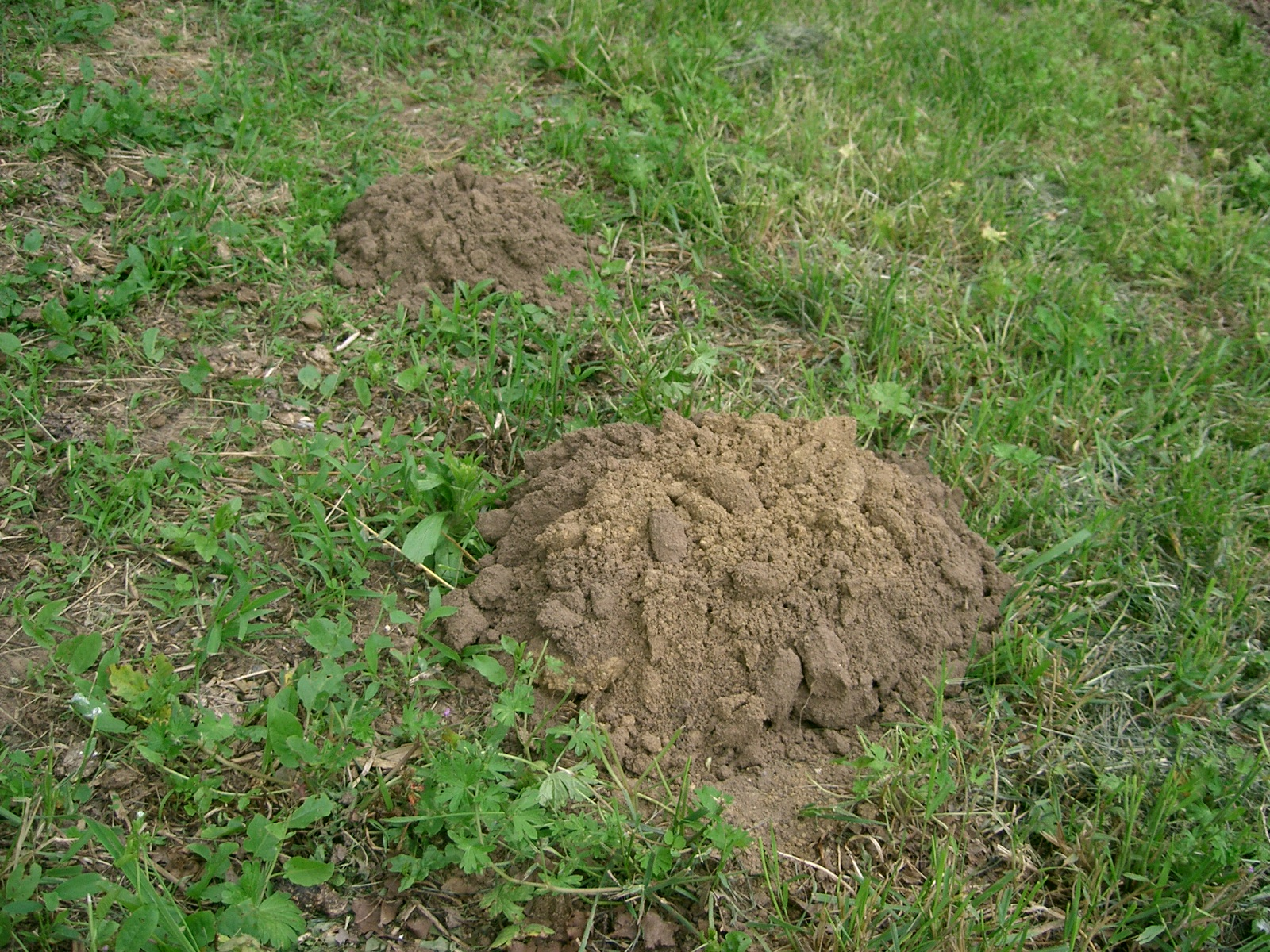
Taupinière
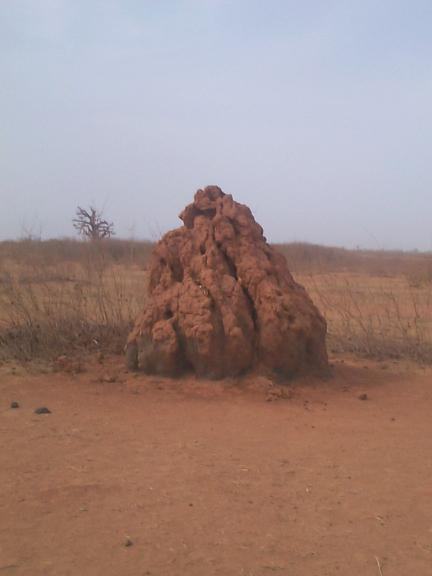
Termitière de brousse
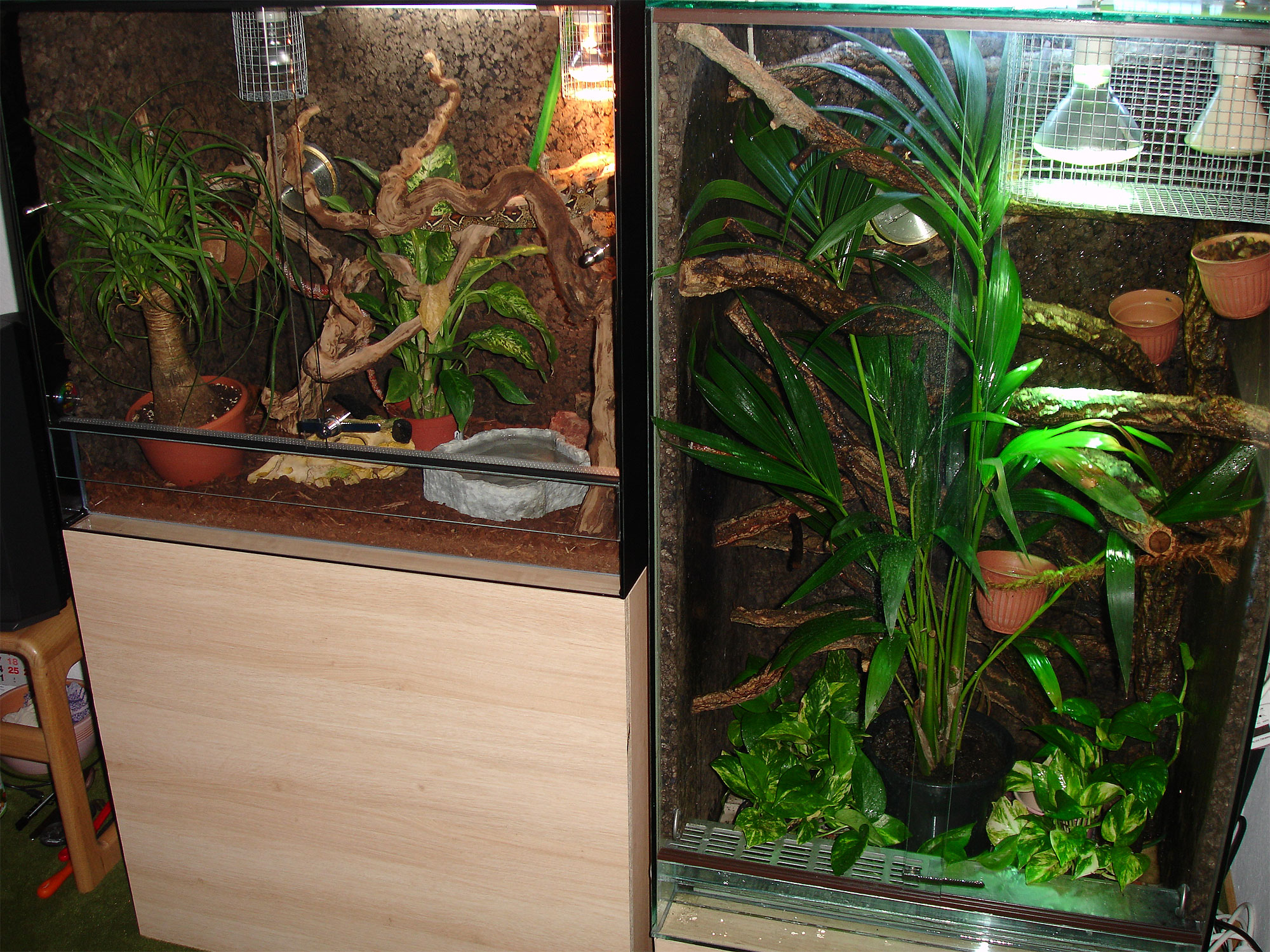
Terrarium
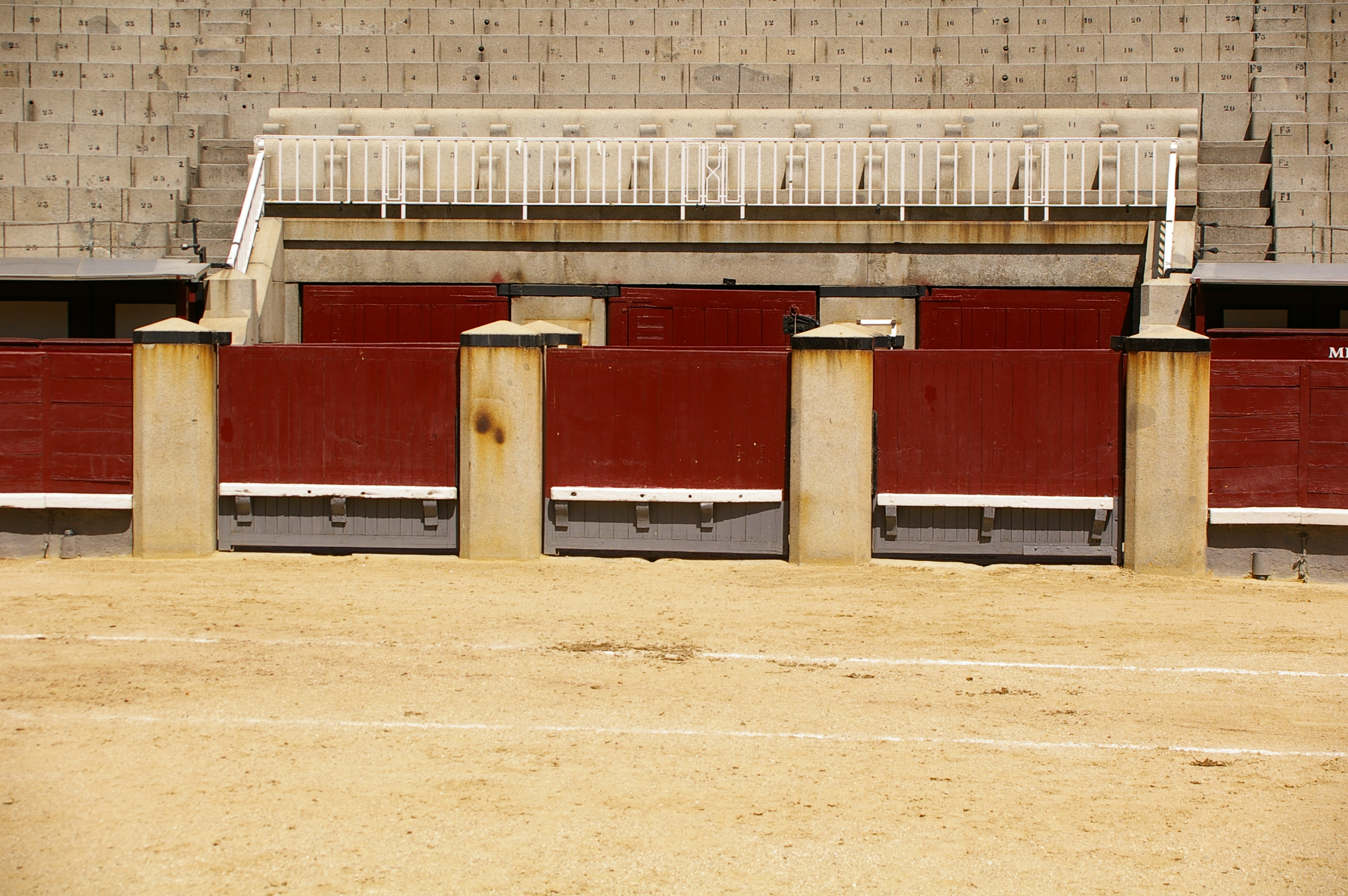
Toril
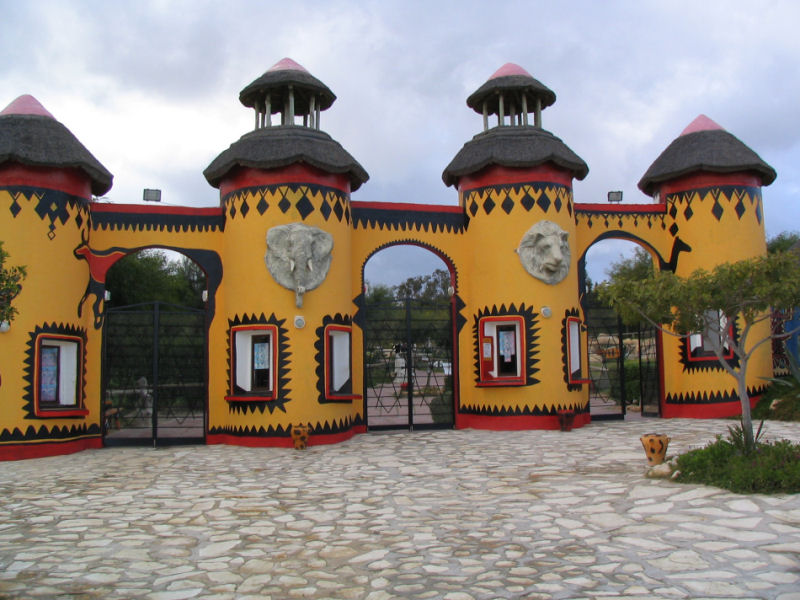
Zoo